# Zágrábi katedrális
A zágrábi katedrális vagy zágrábi székesegyház (hivatalos nevén  Nagyboldogasszony, Szent István és Szent László-székesegyház) a Zágrábi főegyházmegye főszékesegyháza. Zágráb egyik jelképe, a legnagyobb horvát szakrális épület és a horvát kulturális örökség egyik legértékesebb műemléke, egyben az első és legfontosabb gótikus épület Horvátországban. A Káptalandombon, Zágráb egyik történelmi központjában található. A katedrális nemcsak a Káptalandombot uralja, hanem az egész várost.

## Története

### A püspökség alapítása
A zágrábi egyházmegyét Szent László király alapította 1094-ben és az esztergomi érsekségnek rendelte alá. Ugyanebben az évben a horvát hagyományoknak megfelelően székesegyházat alapítottak. A szakirodalomban nincs egyértelmű válasz arra a kérdésre, hogy az egyházmegye alapítója építtetett-e székesegyházat, vagy egy meglévő templomot használtak fel erre a célra, mely feltételezhetően a bencés kolostorhoz tartozó templom lehetett. A király mindössze egy évvel a katedrális megalapítása után meghalt, ezért úgy vélik, hogy nem volt elég ideje a székesegyház megépítésére. Ennél is fontosabb az a tény, hogy a királynak székesegyház építéséhez való hozzájárulását nem említették Felicián esztergomi érsek 1134-ben kelt okiratában, melyben beszámol a zágrábi püspökség megalapításáról, és amelyben biztosan megemlítette volna ezt a fontos tényt.
Szinte minden kutató egyetért abban, hogy Zágráb legrégebbi székesegyháza azon a helyen épült, ahol a mai épület áll, de nem egészen biztos, hogy ezen belül pontosan hol helyezkedett el. Az első székesegyház valószínűleg egyhajós volt, és a korszak sok magyar szakrális épületéhez hasonlóan apszisban végződött.
László király azzal is hozzájárult az egyházmegye létrehozásához, hogy Zágrábba hozta a cseh Duhot és kinevezte a zágrábi egyházmegye első püspökévé. A püspök tevékenysége kezdettől fogva a kulturális fejlődés előmozdítója volt ezen a vidéken. Az érseki levéltár több olyan értékes kéziratot is megőrzött, melyeket Duh hozott Zágrábba.

### A tatárjárás előtti időszak
Az első székesegyház megjelenését nem ismerjük, de már sokkal többet tudunk a következő székesegyházról, amelynek külső megjelenését az 1297-es és az 1371-es káptalani pecsét fennmaradt lenyomata őrzi. Ez egy nagyméretű, háromhajós épület volt, három apszissal és két harangtoronnyal, magában foglalva a harangtoronytól a mai székesegyház szentélyéig terjedő területet. A pecséten is jól látható a székesegyház bazilikaszerű tömbje, homlokzata a két harangtoronnyal és apszisa is. Az ásatások során előkerültek a támpillérek maradványai, amelyek először a 12. század közepén jelentek meg Franciaországban, és amelyek szintén Ana Deanović keltezése mellett szólnak, aki a tatárjárás előtti templomot a 12. század második felére datálja. A templom déli oldalán megmaradt két masszív támpillért is ennek az építési fázisnak tulajdonítanak, mivel a kutatások megerősítették, hogy ezek az erős támpillérek is ugyanabba a típusba tartoznak, mint a franciaországiak a 12. század végén. Ez a rész a Szent István kápolna északi részéhez tartozik, amely a mai katedrálist körülvevő falakon belül épült. Ennek a szakrális épületnek a befejezési idejét Ivan Gorički határozta meg, aki feljegyzéseiben rögzíti a három első püspöknek a templom hajójában való temetkezését. Közülük a legrégebben Prodan püspök élt, aki 1175 körül hunyt el, ezért az ő temetését tartják azon időszak alsó határának, amikor a tatárjárás előtti templom elkészülhetett. Meghatározása mellett további érvként szolgál az a tény, hogy a két másik püspököt, Domonkost és Gotthardot ugyanazon oltár alatt temették el. Az egyházi méltóságokat valószínűleg nem temették volna el egy befejezetlen épületben. Az épület pusztulását annak az időszaknak számos dokumentuma rögzítette, amelyek a 13. század közepén bekövetkezett tatár invázióról beszámolnak.

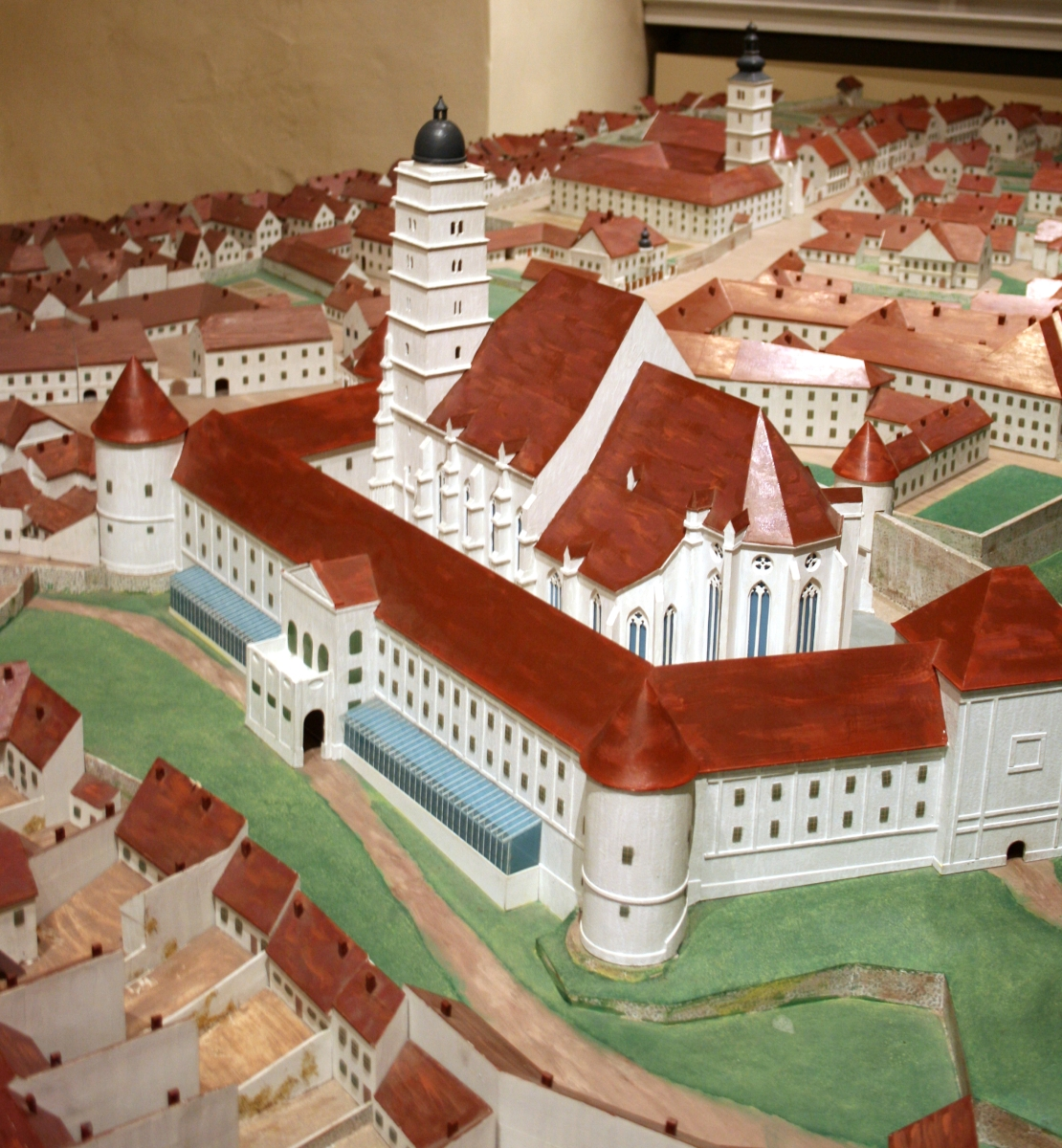
A székesegyház makettje a városi múzeumban

### A Szent István-kápolna
A tatárjárás után a templom sokáig nem épült újjá. Amit II. István püspök harminc év után először épít az a kápolna, amelyet Szent István első vértanú tiszteletére szenteltek. A kápolna a székesegyház közepe felé helyezkedik el, de nem különálló épületként, hanem összeolvad a püspöki palota hatalmas falaival. Kisméretű, belső tere két nagy boltszakszra oszlik, boltozata keresztbordás, szinte kupolás. Mára már csak a kápolna belseje maradt meg, amelyet viszonylag jól megőrzött freskók díszítenek a késői Giotto-iskola jellemzőivel. A freskók alkotóját a Szent István-kápolna mesterének nevezték el, aki a teret három vízszintes részre osztotta. A felső rész Krisztus számára van fenntartva, aki méltóságteljesen uralkodik evangélisták és próféták által körülvéve, középső részén Krisztus életét ábrázolják, míg az alsó részt négyzetek és drapériák motívumai diszítik. A háromrészes ritmus egészen a nyugati fal déli részéig tartott, ahol a felső sorban Krisztus áldásának félköre látható, a másodikban a szentek alakjai, míg az alsó sorban meg nem kezdődött a lábazat. Mindezekben a freskókban megvannak Giotto iskolájának sajátosságai. A kápolna északi oldalaként egy törmelékfalat használtak, amely két masszív támpillért, vagyis a tatár előtti templom egy részét kötötte össze. Ez eredményezte az észak-déli tájolást, és az összegyűjtött bizonyítékok azt mutatják, hogy az oltár a déli falon volt. A többi fal téglából épült, míg a dél részt román vak árkádokkal díszítették. A források Lombardia nyilvánvaló hatását és a koldulórendek által kifejlesztett konstrukciókat említik (a használt tégla mérete, ötlevelű rozetta, kerek háromszárnyú ablak, a térfogat egyedisége, a térben nincs kiemelkedő apszis), míg a külső fal átmeneti román-gótikus stílust tükröz (félköríves árkádok, támpillérek). Az oltáron a Golgota látható.

### A Timóteus-féle templom
A tatárjárás után több forrásban írtak arról, hogy a tatárok milyen mértékű kárt okoztak az egyházi épületekben. A sok, eltérő felfogású dokumentum az oka annak, hogy sok kutató bizonytalan az okozott kárt mértékében. Az írott források szerint az első püspök, aki megkezdte a helyreállítást Timóteus volt. A püspök kezdettől fogva már az új, gótikus stílusban kezdte a székesegyházat újjáépíteni, valamint díszíteni és ezüsttárgyakkal berendezni. Az 1275. évet a sekrestyében álló Szent Péter és Pál oltár felszentelésének éveként jegyezték fel, majd 1284-ben a Szűz Mária kápolnában szentelték fel a Szent László oltárt. Mindezek az adatok azon tény a mellett szólnak, hogy Timóteus püspök a fő apszist a szentéllyel együtt építette fel. Az ásatások kimutatták, hogy az alapok építésének új módszerét (a háromszögelést) alkalmazták, ezért a régi alapokat figyelmen kívül hagyva a szentély hatszögletűnek indult. Ebből következik, hogy a szentélynek három sokszögű apszisa volt, amelyekből a középső nagyobb és kelet felé hosszabb volt, így hengeres lépcső épülhetett közéjük. Az apszist gótikus, háromíves végződésű ülések szegélyezték.

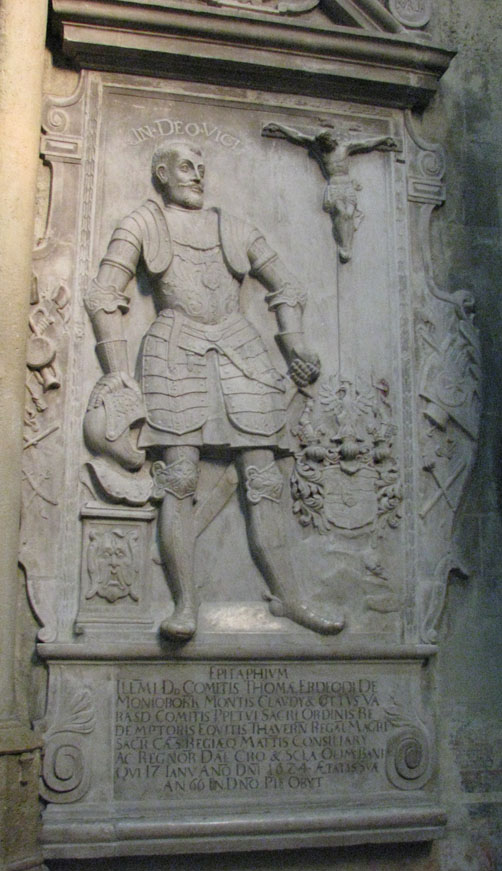
Erdődy Tamás sírkőlapja

Ami az épületszobrászatot illeti, a számos újjáépítés miatt nem könnyű meghatározni, hogy mi minden tartozott eredetileg a Timóteus-féle épületkomplexumhoz. Az ebben az időszakban készített freskók a legrégebbiek közé tartoznak nemcsak Zágrábban, hanem egész Horvátország szárazföldi területén is. Többnyite megsérültek, de a sekrestyében, pontosabban annak keleti részén találhatók jól megőrzött részek. A Timóteus-féle templomot azért nevezték el éppen a püspökről, mert döntő szerepet játszott egy nagyobb téregység beépítésében, amelyet ugyanaz a koncepció, azaz ugyanazok a stílusjegyek egyesítenek. Hangsúlyozzák a kivitelezés magas színvonalát, amely a máig megőrzött festmények és díszítések részletein is megfigyelhető. A székesegyház kincstára olyan megőrzött értékeket tartalmaz, mint a miseruhák, felszerelési tárgyak, kéziratok, ereklyetartók és egyéb liturgikus tárgyak.

### A 14.-16. századi építések
Timóteus püspök halála után volt egy időszak, amikor a székesegyház építése szünetelt. Különböző vélemények vannak arról, hogy ez az időszak meddig tartott. Egyesek úgy vélik, hogy az építkezés Gazotti (Kažotić) Ágoston (1303-1322) püspök idején folytatódott, akinek az északi hajó és az északi harangtorony megkezdett falainak egy részét tulajdonítják. Mások szerint elképzelhető, hogy Gazotti püspök csak javítgatta az épületet, és esetleg a berendezését bővítette, míg Piacenzai Jakab (1343-1349) püspök kezdte meg az építkezést. További változásokra Kanizsai István (1356-1376) és Éberhard Albeni (1397-1406) püspökök ideje alatt került sor. István püspök címerével örökítette meg a hajóépítéshez való hozzájárulását, míg a templomot bazilikának képzelte el. Az is lehetséges, hogy István idejében döntöttek úgy, hogy megőrzik a harangtorony romjait, és boltozatot építenek közéjük. Kívül, az északi oldalon új, ferde és egyszerű támasztékokat helyeztek el, míg a déli oldalon később, de gazdagon díszítették őket. A homlokzat abban az időben román stílusú portállal és valószínűleg rozettával rendelkezett.
Eberhard megérkezésével a székesegyház kezdte követni a csarnoktemplom tipológiáját az összes ennek megvalósításához szükséges változtatással. A hajó belsejében is történtek változások: megemelt ablakok, oszlopok és külső támpillérek, ahová Eberhard püspök elődje címere fölé helyezte a saját címerét. Eberhard munkájának nyomait egészen a belső tér délnyugati sarkáig megtalálhatók, a déli harangtorony homlokzatának és hátsó részének kialakítását is az ő érdemének tulajdonítják. A püspök elképzeléseinek megvalósítása folytatódott a hajó és Timóteusi templom szerkezetének összekapcsolásával kapcsolatos dilemma feloldásával.

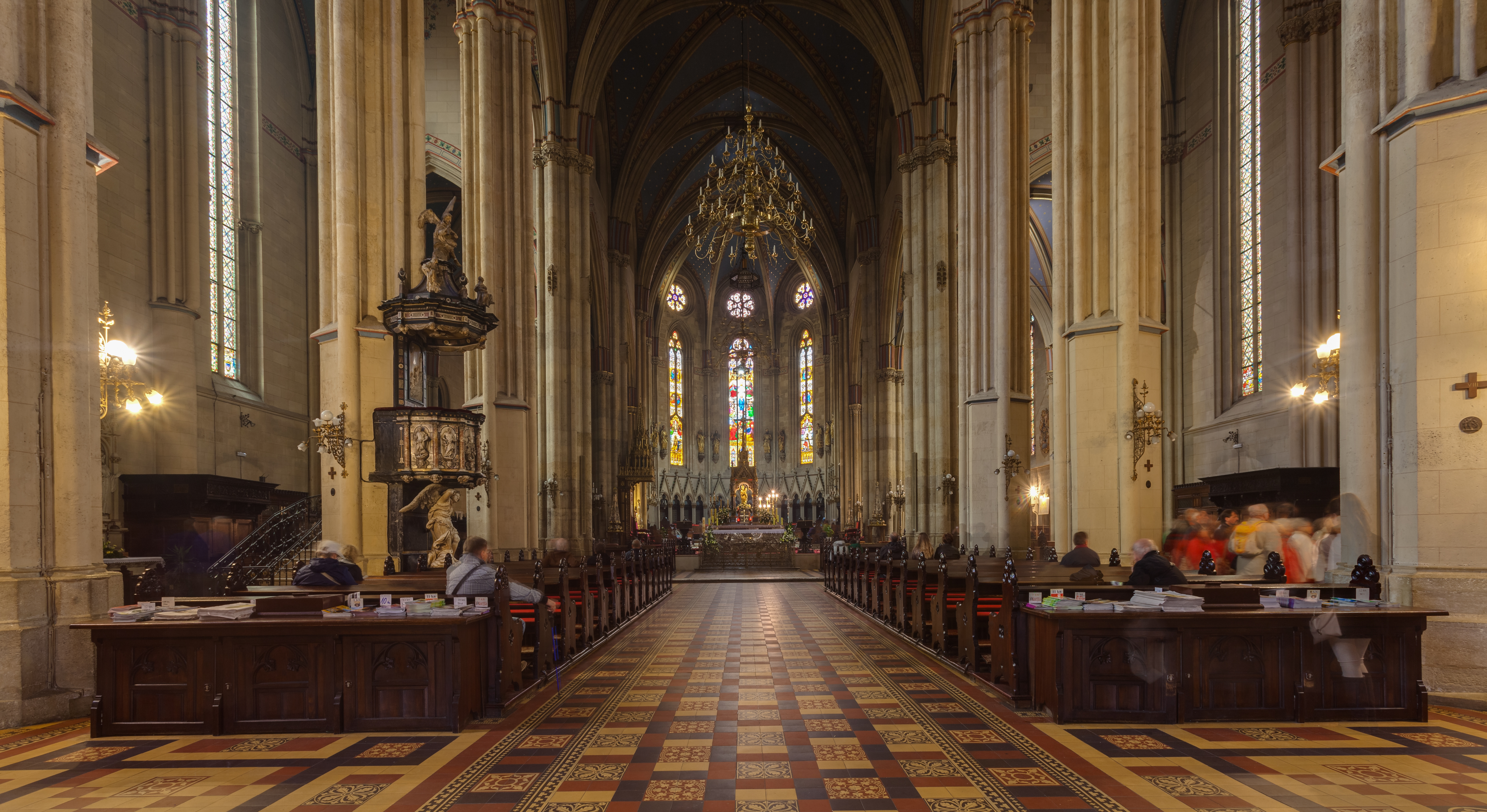
A főhajó képe

Meg kell említeni a prágai műhely munkáját, amely nyomot hagyott a katedrálisban. Ez elsősorban a domborművekre vonatkozik, amelyeket belül, de a székesegyház külső palástján is elhelyeznek. Ez „a zágrábi székesegyház furcsa galériája”, amiről Anđela Horvat  beszél, a székesegyház legértékesebb szobrászati alkotásai közé tartozik. A művek arcokat, kutyákat, oroszlánokat, griffeket és fantasztikus állatokat ábrázolnak növényi díszekkel vegyesen. A művek a prágai műhely minőségi munkáját tükrözik. Amikor Albeni János (1420-1438) az egyházmegye élére került, a székesegyház, mondhatni befejezett munka volt, amelyet ő már csak kiegészített. Ez a templom egyes részein épített újabb formájú oszlopfőket és címerét jelenti, amelyet hozzátett a épülethez. Baratin Lukács püspök (1500-1511) új keresztbordás boltozatokat épített, és pénzt fektetett a székesegyházat övező erődítmények építésébe.

### A belső tér rendezése
Laki Túz Osvát püspöknek három emporiumot tulajdonítanak a nyugati boltszakaszon, valamint az oromdíszeket a kórus székei felett (Bollé később eltávolítja őket). Ugyancsak neki tulajdonítják a fényűző oltárokat és egyéb bútorokat. A Szent László kápolnában levő oltár szintén Osvát püspök idejéből származik. Nagyszámú pazar kialakítású oltárt szentelt Szent Imre, Szent Miklós, Szent Borbála, Szent Erzsébet és mások tiszteletére. Az első térdeplőket a Szent László kápolnában helyezték el, de valamivel később a hajóba helyezték át őket. A templomhajó oszlopain elhelyezett hat apostol aranyozott faszobrai egészen a 19. századig maradtak fenn, amikor eltávolították őket. Közülük kettőt Anđela Horvat talált meg, aki a 15. századra datálta őket, stílusában a késő gótika szobraiként azonosította őket. Ez a két szobor nagy jelentőséggel bír, mert ezek az egyetlen későgótikus székesegyházi szobrok Horvátországban.
Hermann Bollé érkezésével a kápolna és a szentély elvesztette eredeti formáját, a kórus székeit kicserélték. Bollé lebontotta a sekrestye nyugati falát is, amely a teret belső és külső sekrestyére osztotta, ábrázolva az utolsó ítéletet. Feltételezik, hogy az északi falat az ő idejében állították helyre. A sekrestye keleti oldalán ahol feltehetően oltár volt historizáló előépítmény található.
A 2020. március 22-i földrengés során a zágrábi katedrális egyik 108 méteres tornyának egy része letört. A kereszt leesett, károkat okozva a környező épületekben.

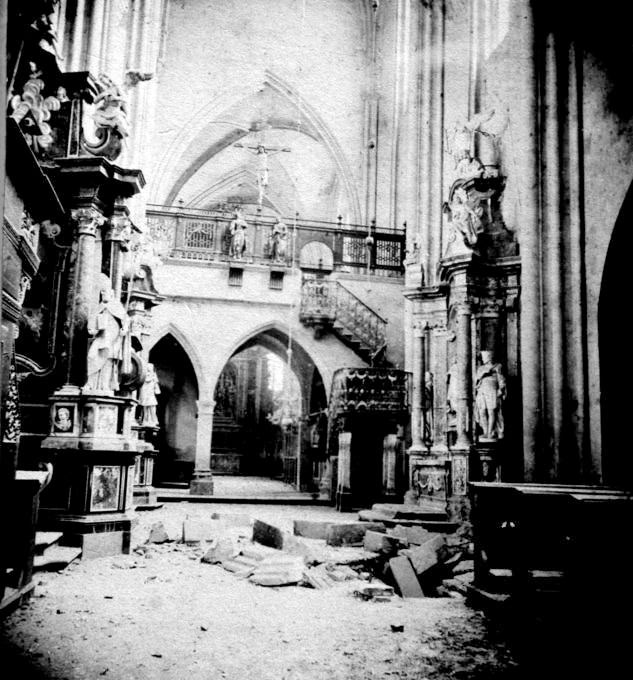
A székesegyház belseje az 1880-as földrengés után

## Felújítások

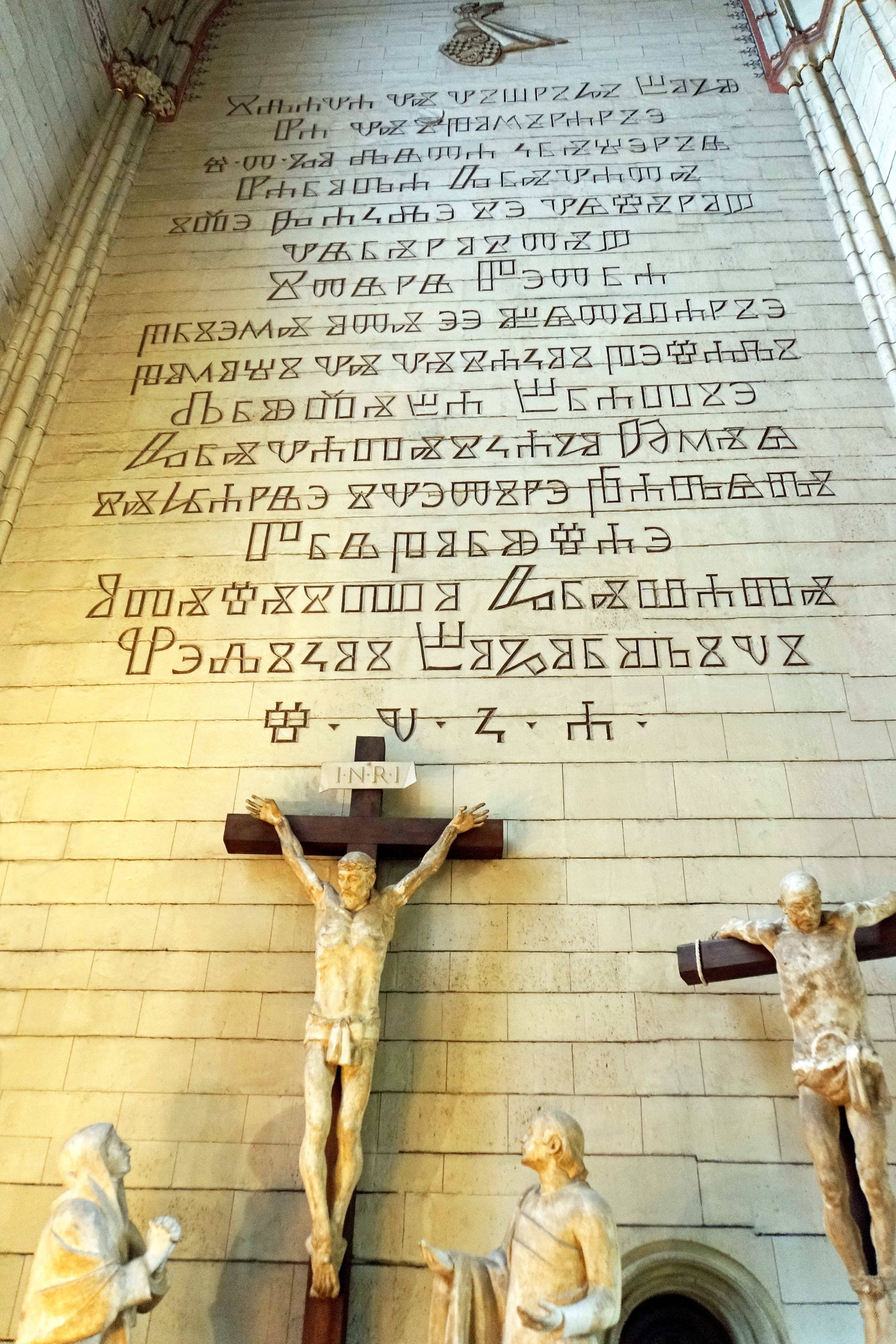
A glagolita felirat

A székesegyház első helyreállítása Timóteus püspöknek (1263-1287) köszönhető, aki gótikus stílusban kezdte alaposan helyreállítani, miután a tatárok betörése súlyos károkat okozott benne (1242). A helyreállítás a 14. és a 15. században folytatódott. A 16. században a székesegyházat a török veszély miatt falakkal és tornyokkal erősítették meg, majd 1633 és 1641 között megkapta hatalmas reneszánsz tornyát, amelyet a német Hans Alberthal tervezett, aki 1632-ben a székesegyházban késő gótikus hálóboltozatot épített. A székesegyházat a tűz és az ellenség támadása többször megrongálta, de a legsúlyosabb csapás az 1880-as nagy földrengés során érte. A földrengés után a székesegyházat neogótikus stílusban (1880-1906) építették újjá, Friedrich von Schmidt bécsi építész tervei alapján. Az építkezést Hermann Bollé vezette. A helyreállítási munkákat végző Bollé részben módosította Schmidt eredeti terveit, különösen a torony tetején található megoldásokat. A torony egy részét ezután lebontották.
Ebben a helyreállításban nyerte el a székesegyház mai formáját két karcsú toronnyal, magas tetővel, új oszlopokkal a szentélyben és oltárokkal. A 18. századi barokk oltárok nagy részét lecserélték. Az épületet pazar üvegezett cseréptető borította, amelyet később sajnos eltávolítottak. A püspökök és nemesek régi sírjai helyett új síremlékeket építettek a zágrábi érsek számára a főoltár mögött.
A zágrábi székesegyházat 1990 óta fém állvány veszi körül. A teljes pompában való ragyogás érdekében 1997 nyarán a kilencven éves, ónból készült órákat eltávolították a tornyokból, mivel a korrózió tönkretette őket. Markuševacban, a Sljeme lábánál a Kranjčević családi öntödében mind a nyolc új órát bronzba öntötték. Minden óra 3 m és 20 cm átmérőjű, körülbelül 600 kg tömegű. Az órák elkészítéséhez 8 tonna bronzot és sárgarezet használtak fel.

## A székesegyház belső leírása

### A déli hajó
A déli hajóban, a bejárattól jobbra, a harangtorony falára szögletes glagolita betűs feliratot faragtak, amely horvátok első kapcsolataira emlékeztet a kereszténységgel és IV. János pápával (640 - 642). A glagolita feliratot 1942-ben vésték fel, melynek fordítása így hangzik:
„Dicsőség a magasságban Istennek! – A horvátok megkeresztelkedésének 1300. évfordulója emlékére, akik Péter hitének örök hűségére tértek tőle kérve védelmet minden bajban.
A Horvát Sárkány Testvériség őrzi a horvát hazát a Nagyboldogasszony oltalmába ajánló ősök fogadalmát.”
A Horvát Sárkány Testvérek Társasága által elhelyezett glagolita felirat alatt a máriabesztercei keresztút 12. állomásának, a Kálváriának a gipszmásolata található, Ante Orlić akadémiai szobrászművész munkája.
Következik az első oltár, az Istenanya barokk márványoltára, melyet Josip Galjuf püspök (+1786) megbízásából készítettek a Szent István kápolna számára. Szent József és Szent Borbála szobrai között az Istenanya (a tűzben sértetlen maradt) képe látható karján a kis Jézussal. A festmény felett Galjuf püspök címere látható, felette Szent István vértanú szobrával. Ezt az oltárt Sebastiano Petruzzi itáliai szobrász készítette 1778-ban és 1946-ban hozták át a Szent István kápolnából a székesegyházba.
A következő oltár a Szent Kereszt oltára az Ó- és az Újszövetség jeleneteit foglalja össze. A feszület két oldalán Mózest láthatjuk a kígyóval a pusztában és Ábrahámot, ahogyan Izsákot szándékozik az Úr parancsára feláldozni. Középen a megfeszített Jézus művészi ábrázolása. Az oltárt Herman Bolle tervei szerint Karlo Morak zágrábi szobrászművész készítette. Talán a legszebb oltár a zágrábi székesegyházban.

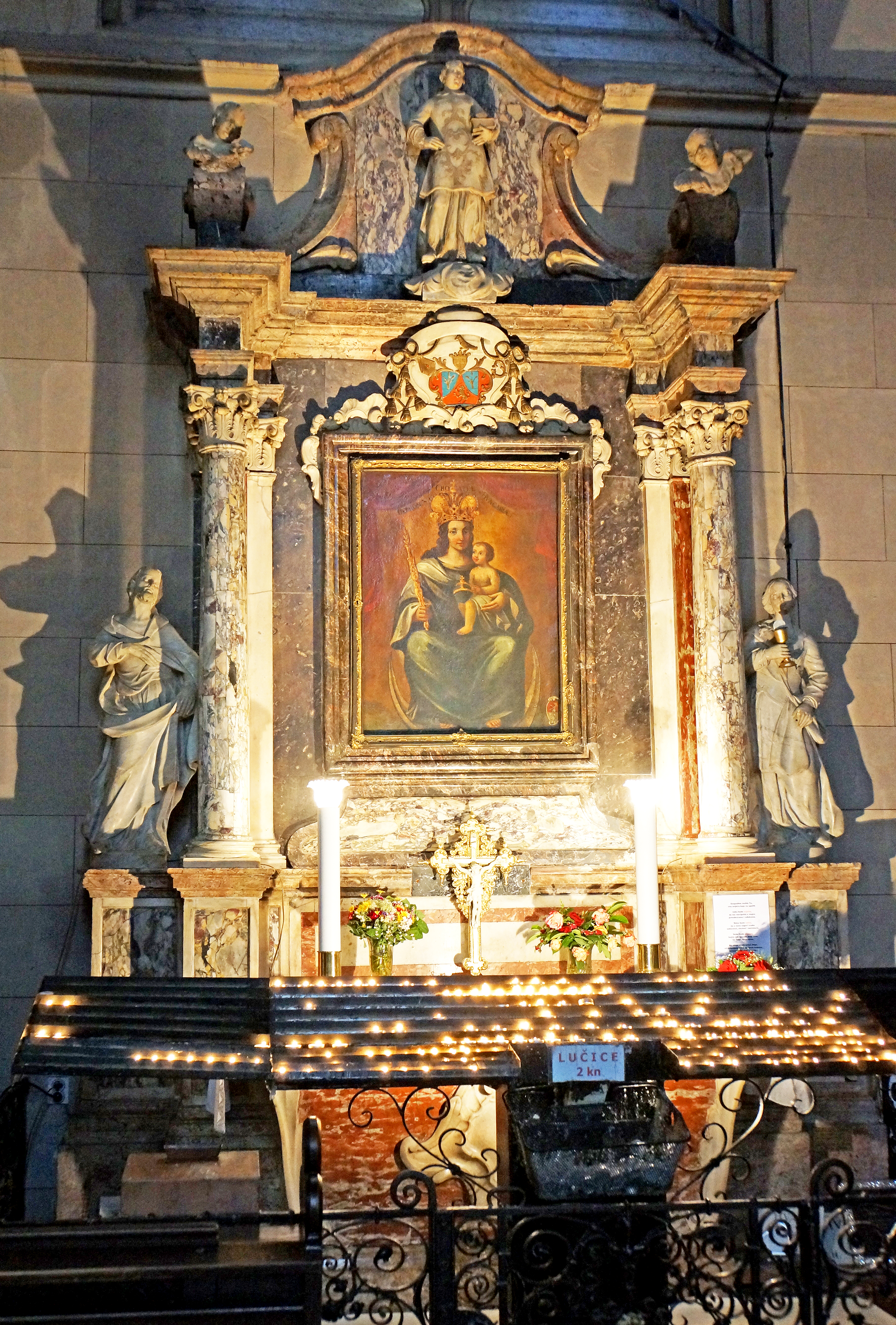
Az Istenanya oltára

Ezután a Szent Jeromos oltárt láthatjuk Szent Fábián és Szent Sebestyén szobraival. Az oltárképet Celestin Medović ferences atya festette. Az oltár mellett áll egy fából faragott, faberakásokkal díszített reneszánsz pad térdeplővel 1520-ból. Az 1624-es tűzvészben tragikusan megsemmisült gótikus-reneszánsz templombútorzat szerencsésen megmenekült maradványa, egy zágrábi ács munkája.
A következő oltár Szent Lukács evangélistának van szentelve. Az oltár 1703-ban készült. Lukács evangélista márványszobra egy fülkében áll, mellette láthatjuk jelképét egy bikát is. A szobrokat ismeretlen itáliai mester készítette, az oltár többi része Mihael Kusa szobrászművész munkája. Az oltár tetején az adományozó, Tomo Augustić zágrábi kanonok, Šibenik püspökének címere látható.
A déli hajó végében a csázmai káptalan emlékére készített kanonoki széksort találjuk. A csázmai káptalant 1232-ben II. István zágrábi püspök alapította, és hiteles helyként szolgált Csázma városában egészen a 16. század közepén bekövetkezett török hódításáig. A széksor fülkéiben a horvát történelem tragikus sorsú hőseinek neveit olvashatjuk:
- Frangepán Katalin, Zrínyi Péter horvát bán felesége, aki 1673. november 16-án Grazban halt meg kolostorba zárva. Csak két évvel élte túl Bécsújhelyen kivégzett férjét. Csontjai valahol Grazban ismeretlen helyen nyugszanak.
- Zrínyi János Antal gróf, Zrínyi Péter fia, aki 1703-ban a grazi börtönben hunyt el 20 évi raboskodás után megőrülve. Csontjai a főoltár mögötti sírban fekszenek apja és nagybátyja Frangepán Ferenc Kristóf mellett.
- Erdődy Miklós horvát bán, aki felszabadította Szlavóniát a törököktől, és megpróbálta felszabadítani Boszniát is. A székesegyházban az Istenanya oltára előtt temették el.
- Eugen Kvaternik, Vjekoslav Bach és Ante Rakijaš, az 1871-es Habsburg ellenes felkelés áldozatai. Rakovica közelében 1871. október 11-én estek el. 1921-ben temették el csontjaikat a főoltár mögötti sírba.
- Stjepan Radić, Pavle Radić és Đuro Basariček horvát képviselők, akiket a belgrádi nemzetgyűlésben 1928. június 20-án gyilkoltak meg.
- Végül az első és a második világháború minden horvát áldozatának emlékére, aki életét adta a hazáért, és csontjaik az egész hazában és azon túl is fekszenek.[8]

A déli hajó sarkában találjuk Zrínyi Péter horvát bán és sógora, Frangepán Ferenc Kristóf emléktábláját és szobrait, akik a főoltár mögötti sírban fekszenek.

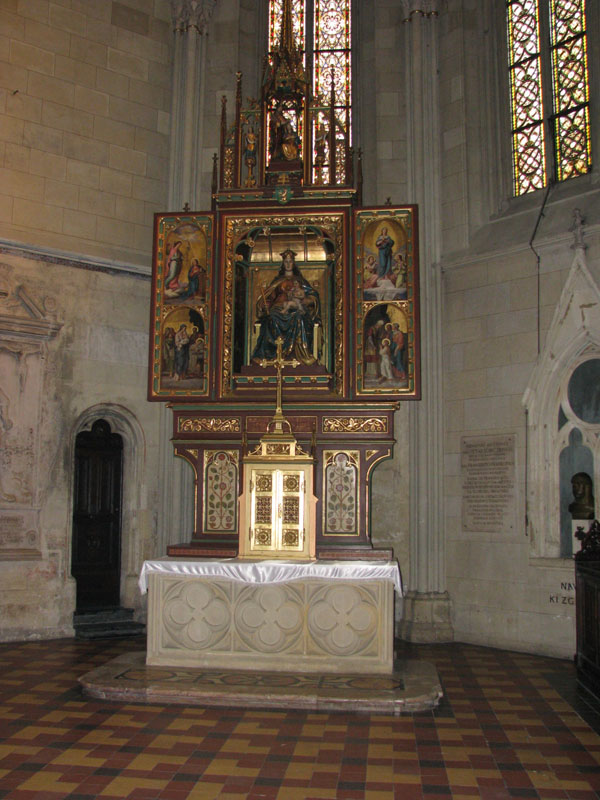
A Szűz Mária szárnyasoltár

A déli hajó főoltárát, a Szűz Mária szárnyasoltárt 1888-ban állították. A Hermann Bollé által tervezett szárnyasoltár (triptichon) a Zágrábi Képzőművészeti Iskolában készült. A 17. század végén új oltárként került ide a Szűz Mária oltár, mely számos nagy szobrot és faragott díszt tartalmazott, és amely Ivan Komersteiner zágrábi szobrászművész legjobb alkotása volt. A talapzaton álló Szűzanyát és gyermekét ábrázoló szobrot Mihajlo Bočak nagyprépost adományozta, a szobrokat és dísztárgyakat pedig Ivan Eisenhort és Bernardo Bobić zágrábi festők festették és aranyozták. A székesegyház helyreállítása során az oltárt eltávolították és a ma is látható Bollé-oltárra cserélték.
A Szűz Mária-kápolnában temették el Erdődy Tamás horvát bánt, aki 1593-ban a törökkel folytatott híres sziszeki csatát megnyerte. Az epitáfumba vésték azokat a szavakat, amelyeket a bán a Hasszán boszniai pasára mért vereség után kiáltott: „In Deo vici” (Istenben a győzelem).

### A északi hajó
A székesegyházba belépve a baloldalon, az északi hajó nyugati falán egy nagy kép látható, mely Mária mennybevételét ábrázolja. A festmény alatt található a zágrábi Boldog Kažotić Ágoston kápolna bejárata. Alagović püspök 1832-ben lebonttatta Ackerman 1632-től származó, a szentélyben álló nagy barokk oltárát, és újat építtetett a Mária mennybevételének képével, amely magasságával lefedte a szentély központi területét. Haulik püspök már 1847-ben új neogótikus oltárt (Sikinger szobrászművész műve) építtetett, és a Boldogságos Szűz Mária Mennybevétele oltárképét 600 forintért eladta a pregradai Kunagorai Miasszonyunk plébániatemplomnak, ahol ma is megtalálható. Az oltárkép itt látható másolata Johann Ziegler alkotása 1832-ből. Az alatta látható felirat a zágrábi püspökség alapításának 900. évfordulójáról emlékezik meg. A kép alatt helyezték el Maksimilijan Vrhovac (+1827.) és Aleksandar Alagović (+1837.) püspökök szarkofágját. 

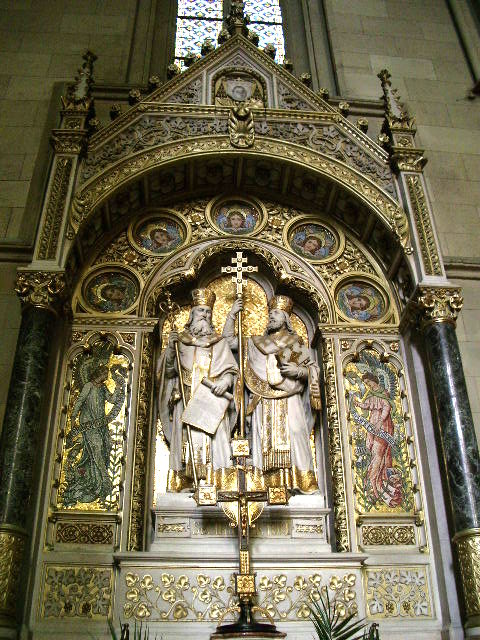
A Szent Cirill és Metód oltár

A baloldali első oltár a Szent Péter és Pál oltár fehér vinicai kőből készült 1887-ben, mellékalakjai Szent Györgyöt és Szent Miklóst ábrázolják. Utána következik a medalionokkal és aranyozott domborművekkel gazdagon díszített Szent Cirill és Metód oltár, Robert Frangeš szobrászművész alkotása. Az ezután következő Szent József oltárt Nepomuki Szent János és Assisi Szent Ferenc szobrai díszítik. Az oltár mellett áll egy 1520-ból származó reneszánsz pad, Pietro firenzei mester és zágrábi ácsmestetrek munkája. Ezt követi két vránai perjel, Palisnai János és Beriszló Péter a zágrábi káptalan által 1971-ben állított emléktáblája és mellszobra. Ezt követi a sekrestyeajtó mellett az utolsó vacsora vasráccsal elkerített oltára, melyet 1703-ban állított Ivan Znik kanonok, akinek címere az oltár tetején látható. Az oltárt Mihajlo Kusa szobrászművész, a fülkében található domborművet pedig ismeretlen olasz mester készítette. Az utolsó vacsora domborművén Jézust az apostolok alakjai veszik körül, de háziállatok, kutya és macska is jelen vannak. Az oltár menzáján két fiúalak között egy tulipános és nárciszos vázával díszített medalion látható.
Boldog Alojzije Stepinac bíboros sírköve Ivan Meštrović szobrászművész alkotása. A sírfelirat feletti dombormű az áldást adó Jézus előtt térdeplő főpapot ábrázolja. Az északi hajó végében a főoltár előtt Haulik György bíboros mellszobra látható. Ivan Rendić szobrászművész alkotása a bíboros szarkofágja felett áll. Haulik György volt első zágrábi érsek, 1856-tól pedig bíboros. Eredetileg szlovákként született, de Horvátországot választotta második hazájának. Küzdött a horvát nyelvért, és a horvát nyelv hivatalos használatba vételéért.

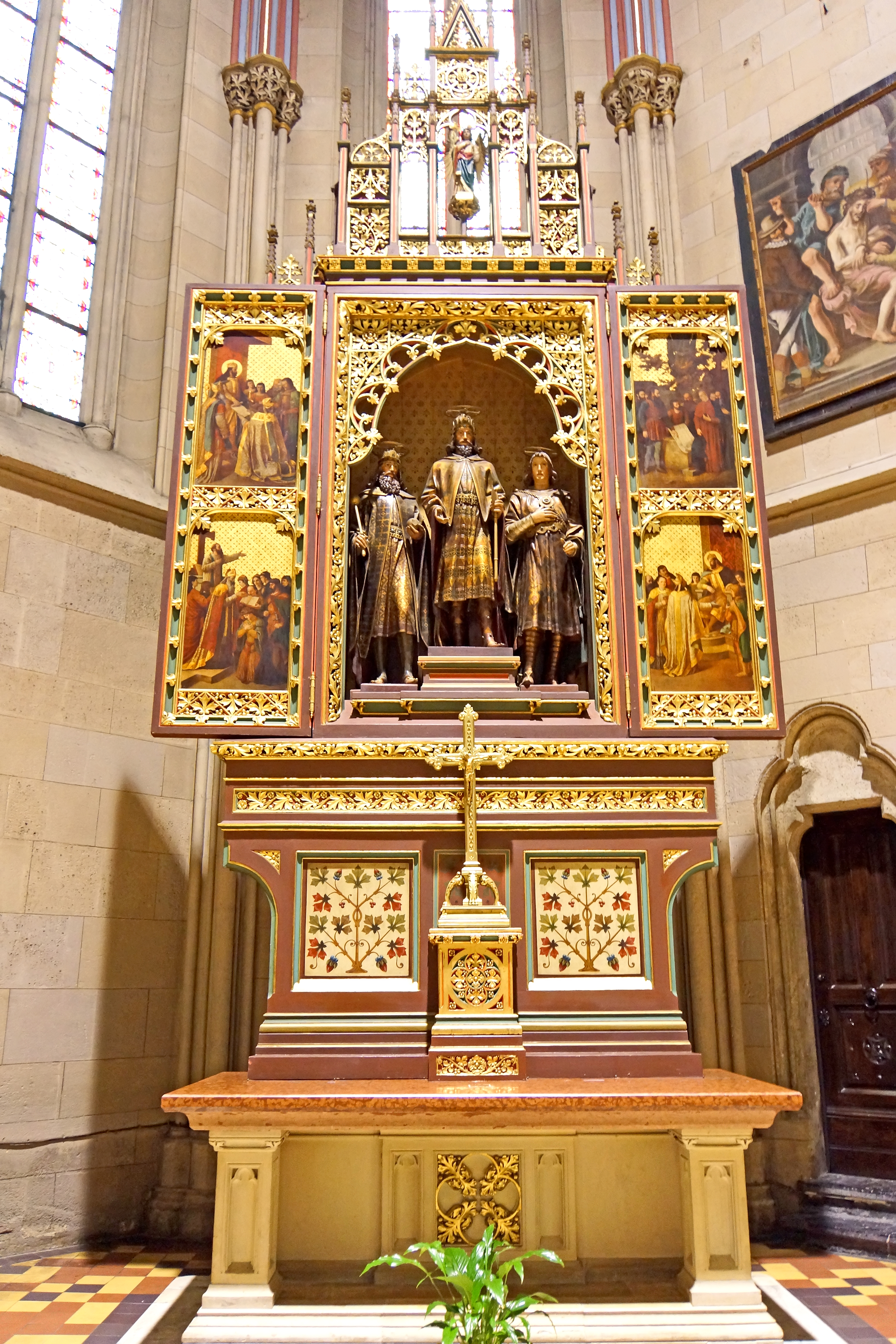
A Szent László szárnyasoltár

Az északi hajó főoltárát, a Szent László szárnyasoltárt 1888-ban állították. A Hermann Bollé által tervezett szárnyasoltár (triptichon) a Zágrábi Képzőművészeti Iskolában készült és a püspökség alapítójának állít méltó emléket. Az oltár fülkéjében középen Szent László király alakja baljában jelképével a csatabárddal, jobbján Szent István király jogarral és országalmával, balján pedig Szent Imre herceg mély hitét jelképező szívére tett jobb kezével. Az oltár táblaképein Szent László király életéből vett jelenetek láthatók.
Az oltártól jobbra egy fülkében Josip Jelačić gróf, horvát bán bronzszobra található hálából azon erőfeszítéseiért, aminek eredményeként a Zágrábi Egyházmegyét 1852-ben főegyházmegyévé nyilvánították és ezzel függetlenséget nyert a magyar egyházszervezettől. Jelačić szobra felett Georg Gündter 1632-ben készített festménye Krisztus töviskoronázása látható.

### A székesegyház főhajója
A zágrábi székesegyházban már a 15. században volt orgona, de Horvátországban az első, a levéltárban említett orgona a zágrábi Szent Márk templom orgonája volt 1363-ból. Túz Osvát püspök kora után az orgona és az énekkar az északi hajóban volt, ma pedig a székesegyház főbejárata felett a kórusban található. A székesegyház orgonája 4 manuálos, 78 regiszteres és 6068 sípja van. Az orgonaszekrényt aranyozott szobrok, faragványok és képek díszítik. A ludwigsburgi Walcker orgonaépítő műhely alkotása. Az orgonát Haulik érsek vásárolta 1855-ben. A világ tíz legjobb orgonája közé tartozik. Védett kulturális örökség.
A bejárattól egyesen befelé haladva találjuk a barokk, márványból faragott szószéket. A szószék Mihajlo Kussa szobrászművész alkotása 1696-ból. A fehér márvány domborművek a négy evangélista figuráival és a fekete márványlapok az akkori velencei barokk ízlésének kifejezői. Az angyalt, amely kezével és kinyújtott szárnyával támasztja alá a szószéket, ismeretlen olasz mester készítette. A szószék hátuljába márvány domborművet helyeztek, amelyen Krisztus adja át a kulcsokat Szent Péternek.
Meg kell említeni a székesegyház festett üvegablakait, melyeket 1844-ben Haulik püspök rendelt a székesegyház szentélyéhez. A központi ablakot a Boldogságos Szűz Mária mennybvétele jelenetével és oldalsó ablakokat a szentekkel díszítették. Az északi hajó első ólomüveg ablakának alján Hermann Bollé összes munkatársa fel van tüntetve, akik részt vettek a székesegyház helyreállításában.
A székesegyház szentélyében két oltár található, a Bollé-oltár és a zsinati, vagy szembemiséző oltár. A zsinati oltár ezüst díszburkolatát (antependium) Reiman maribori ötvös készítette 1721-ben. Az antependium gyönyörű domborművei a Szent Család életéből és a szent királyokról, Szent Istvánról és Szent Lászlóról szóló motívumokat ábrázolnak, mint például Szent László király köszönetet mond a Szentháromságnak a kunok felett aratott győzelemért, vagy Szent király István felajánlja a koronát a Szent Szűznek.	
A főoltár mellett található a trón alakú érseki szék, amelyben a pápa is kétszer ült. 1994-ben, a zágrábi érsekség kilencszázadik évfordulójának megünneplésekor a zágrábi székesegyházban tartott ünnepi szentmisét II. János Pál pápa vezette, majd 1998-ban, amikor ismét ide látogatott. Mellette egy piramis alakú ezüst ereklyetartó áll 1738-ból, amelyet Reiman maribori ötvös készített.

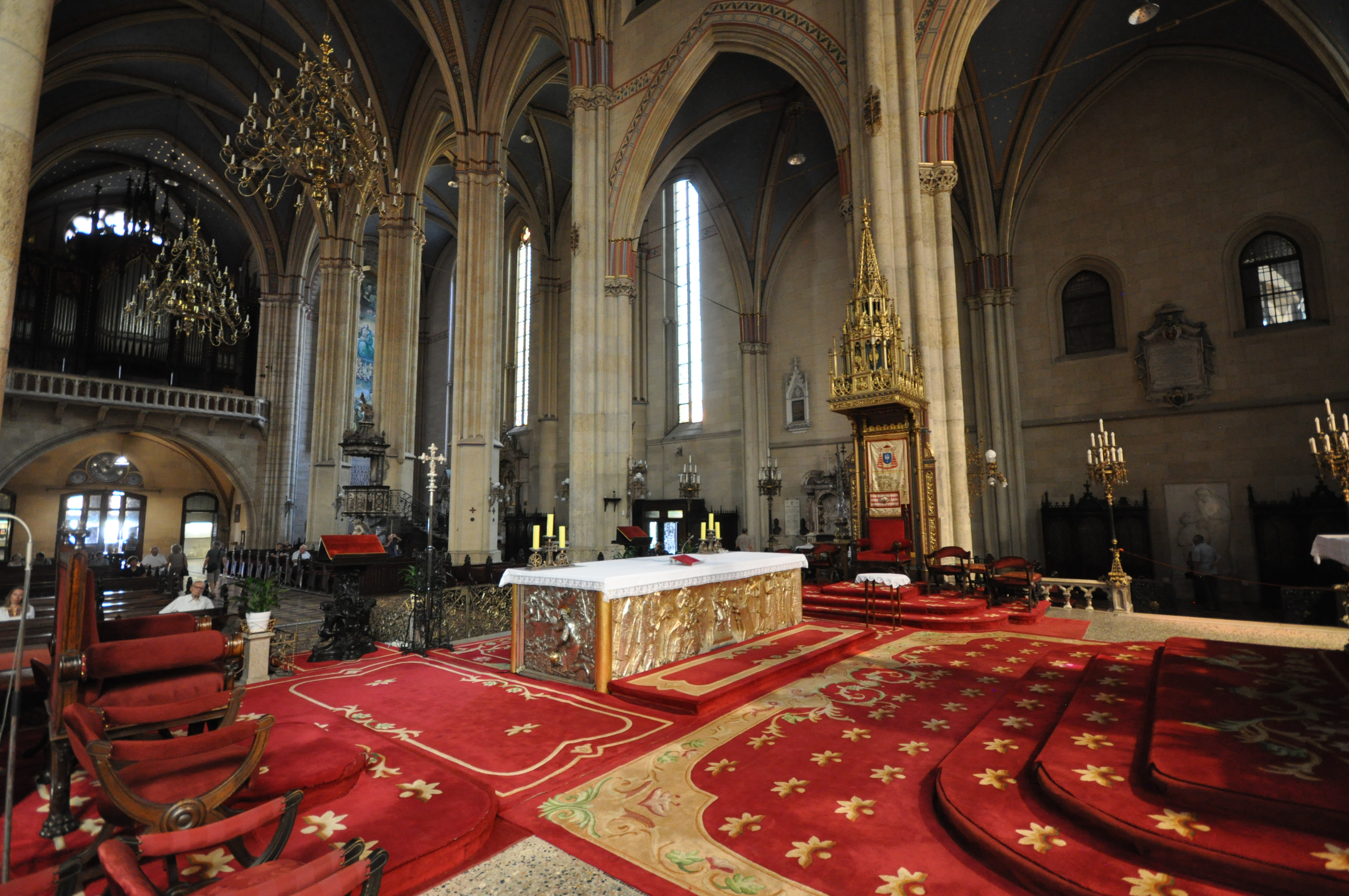
A zsinati oltár és az érseki trón a szentélyből nézve

A zsinati oltártól kissé hátrébb áll a Bollé-oltár, melynek díszes baldachinja alá később a Máriabesztercei Istenanya szobrának és szentélyének a másolata került. A baldachin oszlopai fölötti szobrok az egyháztanítókat ábrázolják. A Bollé-oltár mellett a szentély déli falán az Ackermann-oltár képe látható Krisztussal az Olajfák hegyén.
A Timóteus-templom szentélyének (a főhajó apszisának) öt széles, hosszúkás gótikus ablaka van, tetején kis rozettákkal. 1847 óta az ablakok mellett tíz aranyozott szobor áll, mindegyik két méter magas. A szobrok a Mennyországban lakókat képviselik. Mózes és Áron képviselik a pátriárkákat, Illés és Dávid a prófétákat, István első vértanú és Szent Lőrinc a vértanú szenteket. Szent Márton és Páduai Szent Antal a szenteket, Alexandriai Szent Katalin és Nagy Szent Teréz pedig a szüzek képviselői. A szobrokat Haulik bíboros rendelte meg, és Münchenben Anselmo Sickinger szobrászművész készítette. Ugyanebben az évben festett ólomüveg ablakokat is készítettek: középen Mária Mennybemenetele, majd Szent István, Szent László, Boldog Augustin Kažotić, Szent Lukács és Szent Demeter láthatók rajtuk.
Ackermann oltárának, a régi barokk oltárnak egy része, az Istenanya szobra Jézussal és az angyalzenészekkel, valamint restaurált fa részei nemrég visszatértek a szentélybe, és az apszis északi falán találjuk őket.
A székesegyház legrégebbi részében, a főoltár mögötti szentélyben Bollé kriptát épített a zágrábi püspökök, érsekek, horvát nemzeti hősök és hazafiak részére, akiket a Bollé-féle helyreállításáig a székesegyház különböző helyein temettek el. A székesegyház helyreállítása során az összes sírkövet eltávolították a belsejéből, csak Erdödy Tamás bán sírköve maradt a helyén. A székesegyház utolsó temetését 2002-ben tartották, amikor Franjo Kuharić bíboros érseket (1919-2002) temették el.
Boldog Alojzije Stepinac (1898 - 1960), zágráb bíboros érseke volt 1937-től 1960-ban fogságban bekövetkezett haláláig. Halála után a kommunisták visszaadták a holttestet az egyháznak, de előtte kivették belőle Stepinac szívét, és egy kemencében elégették, amely még mindig megvan a zágrábi Šarengradska egészségügyi központ alagsorában. XII. Pius pápa bíborossá (1952. november 29.), II. János Pál pápa pedig 1998-ban a máriabesztercei horvát nemzeti kegyhelyen boldoggá avatta. Ekkor került a bíboros bebalzsamozott holtteste a főoltár mögötti szentély közepére helyezett díszes üvegkoporsóba.

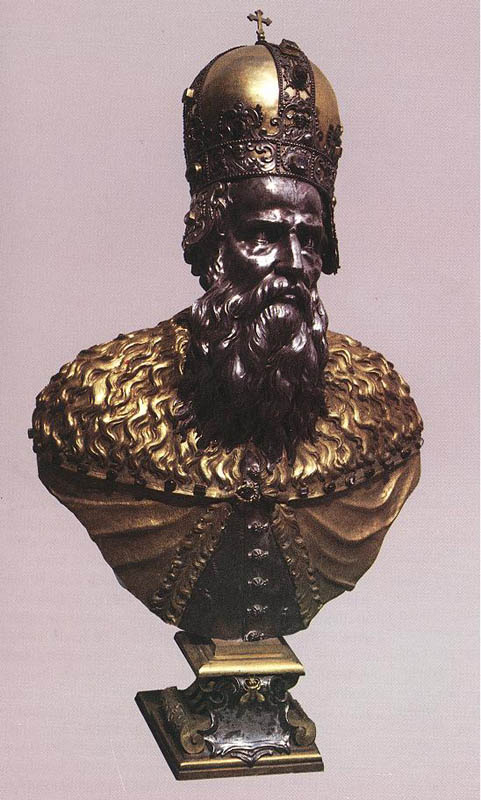
Szent István hermája

## Kincstár
A katedrális magyar vonatkozású kincsei:
- A katedrálisban őrzik Szent László király palástját. Az eredeti felirat maradványa, mely egy piros selyemdarabra hímzett szövegtöredék bizonyítja, hogy a palástot már Zágrábba hozatalakor átalakították miseruhává. A paláston két királyi alak szerepelt eredetileg, Szent László király és egy ismeretlen királyné (a feltételezés szerint Ilona adja át a koronát Lászlónak).[10]
- Szent István király zágrábi ereklyetartó mellszobrát Marnavics Tomkó János boszniai püspök hathatós közbenjárására 1635-ben Francesco Barberini bíboros, VIII. Orbán pápa unokaöccse ajándékozta a zágrábi székesegyháznak.[11] Szent István király zágrábi ereklyetartó mellszobra, a római barokk fémszobrászat és ezüstművesség kiemelkedő alkotása, amely a kevés fennmaradt 17. századi ereklyetartó mellszobrok közé tartozik. A mű méreteivel is kitűnik: 113 centiméteres magasságával a világ legnagyobb mellszobor ereklyetartói közé sorolható. Mivel művészettörténeti jelentőségét viszonylag korán felismerték, számos kiállításon is szerepelt. Levéltári forrásokból kiderült, hogy az ereklyetartót Francesco Spagna római ezüstműves készítette.[12]

## Az itt nyugvó hírességek

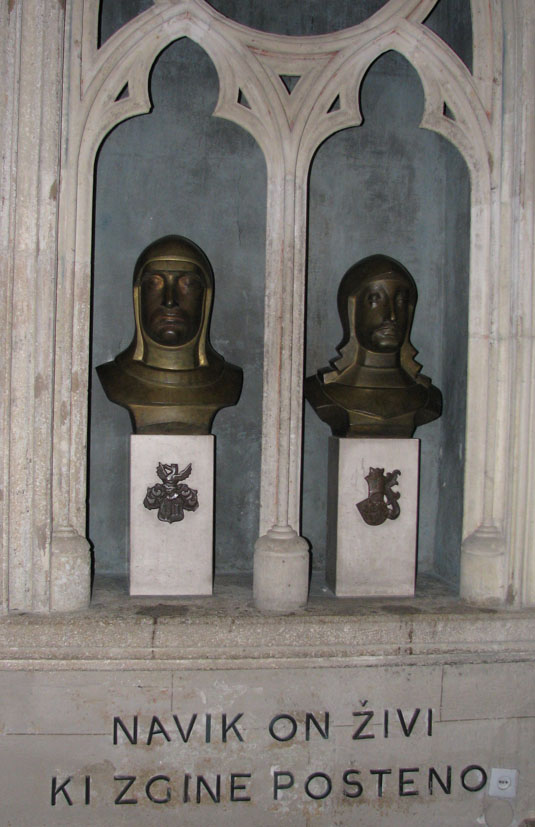
Zrínyi Péter és Frangepán Kristóf emlékműve

- Ide temették 1572-ben Frangepán Ferenc horvát bánt, korának jeles hadvezérét. Emléktábláját nővére, Anna állíttatta.
- Itt nyugszik gróf Erdődy Tamás (1558-1624) horvát, szlavón és dalmát bán, hadvezér. Sírköve a székesegyház falába van illesztve.
- Itt nyugszanak Zrínyi Péter és Frangepán Kristóf, akiket 1671-ben felségárulásért Bécsújhelyen kivégeztek, és akiknek csontjait 1919. április 28-án szállították ide Bécsújhelyről, majd 1919. április 30-án temették el.[13]
- Itt nyugszik Zrínyi Péter fia, gróf Zrínyi János Antal. Maradványait, amelyeket a "Horvát Sárkány Testvériség" Társaság szervezésében, 1944. február 26-án hoztak haza Grazból és 1944. március 4-én temették el.[13]
- Ide temették 1778-ban Baltazar Adam Krčelić (1715-1778) zágrábi kanonokot, teológiai doktort és történészt.
- Eugen Kvaternik (1825-1871) horvát politikus, író maradványait 1921-ben helyezték át ide és eltemették el a templomban.
- Ide temették az utolsó három zágrábi érsek, Boldog Alojzije Stepinac, Franjo Šeper és Franjo Kuharić földi maradványait is.
- A katedrálisban őrzik Szent László király palástját.

## Képgaléria

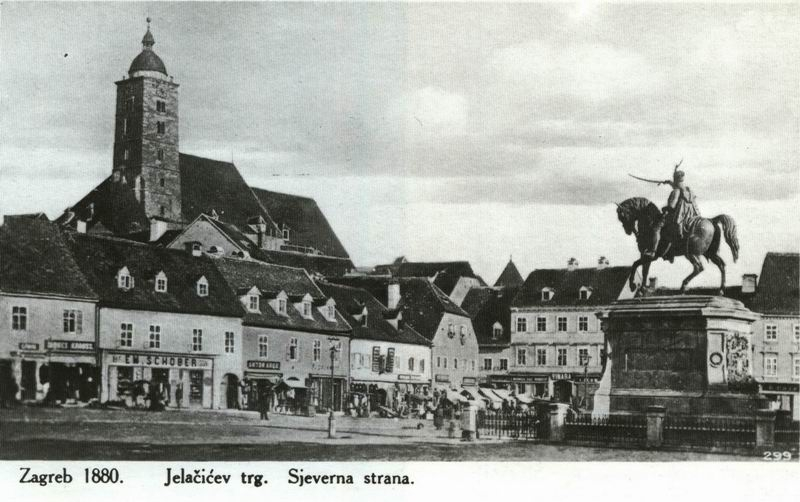
A katedrális az 1880-as földrengés előtti állapotában
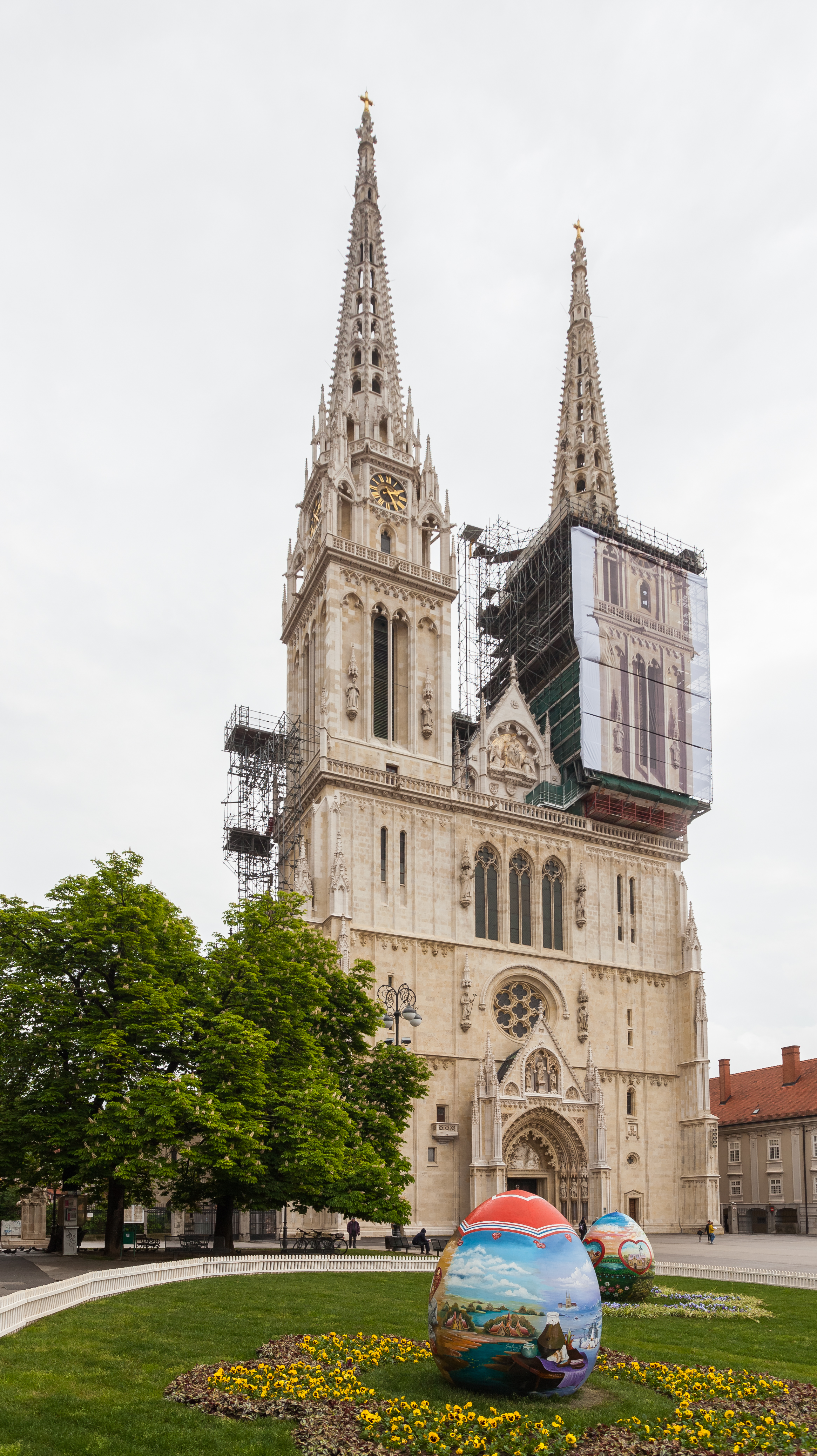
A homlokzat
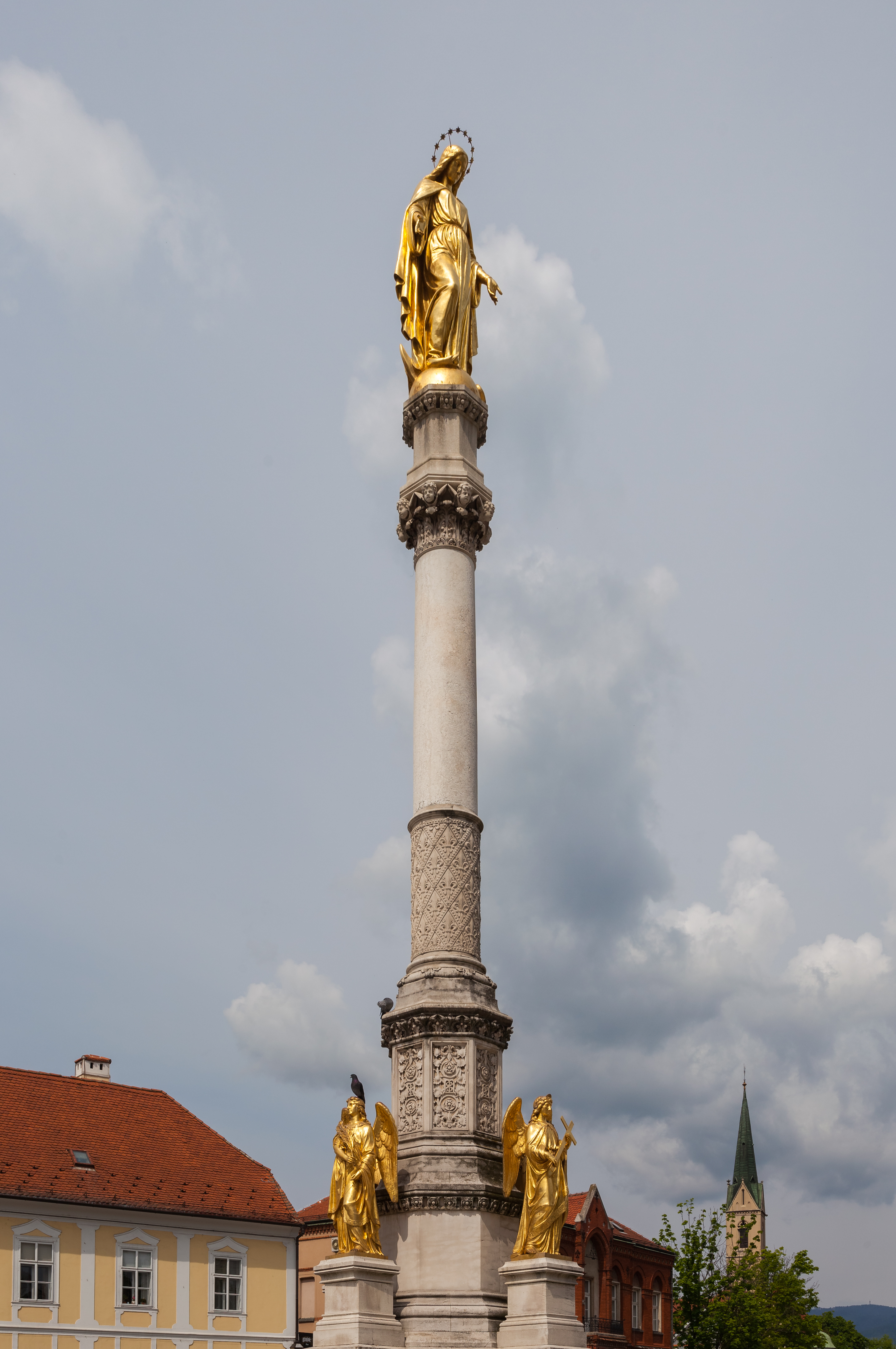
Szűz Mária oszlop a katedrális előtt
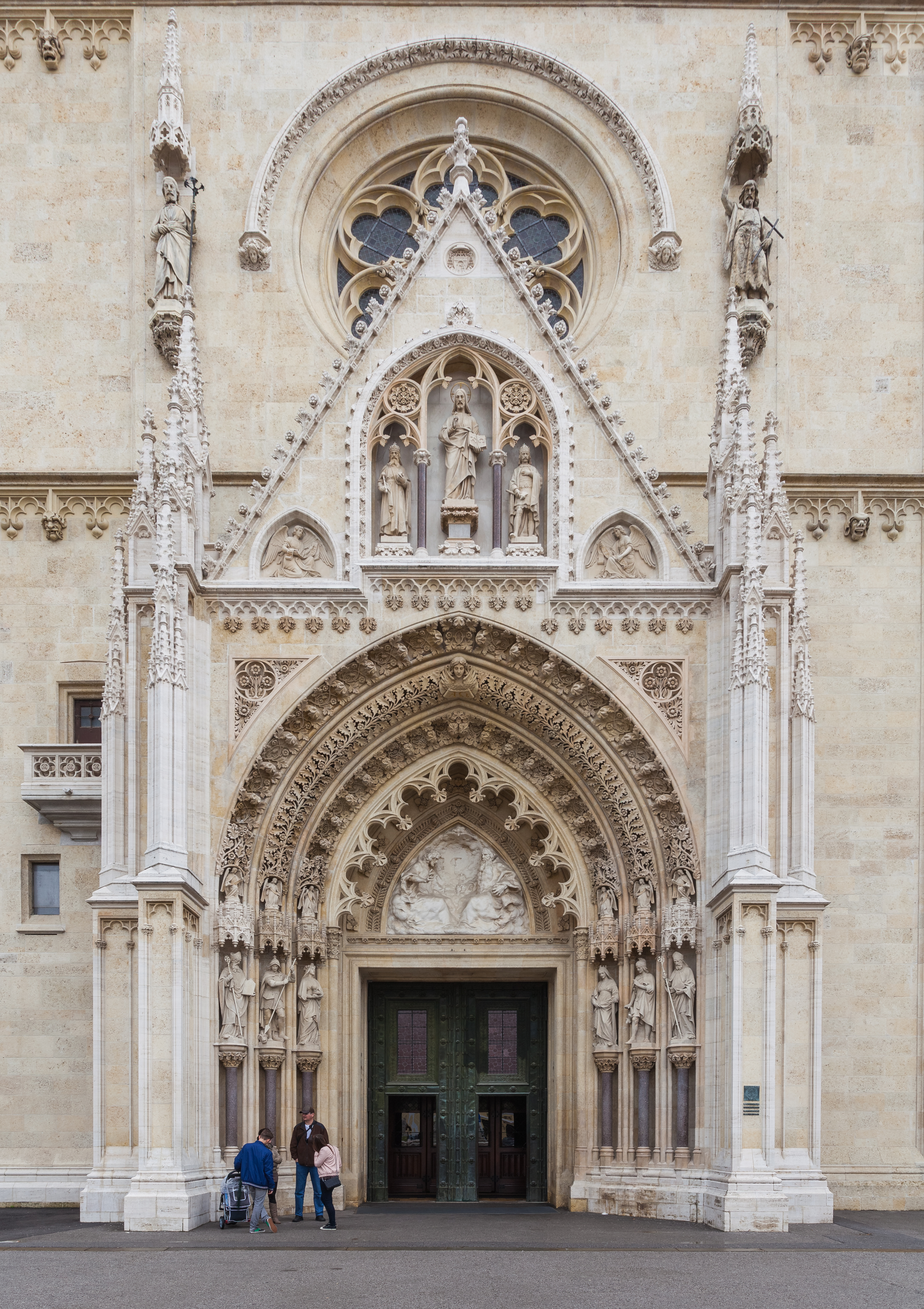
A főkapu
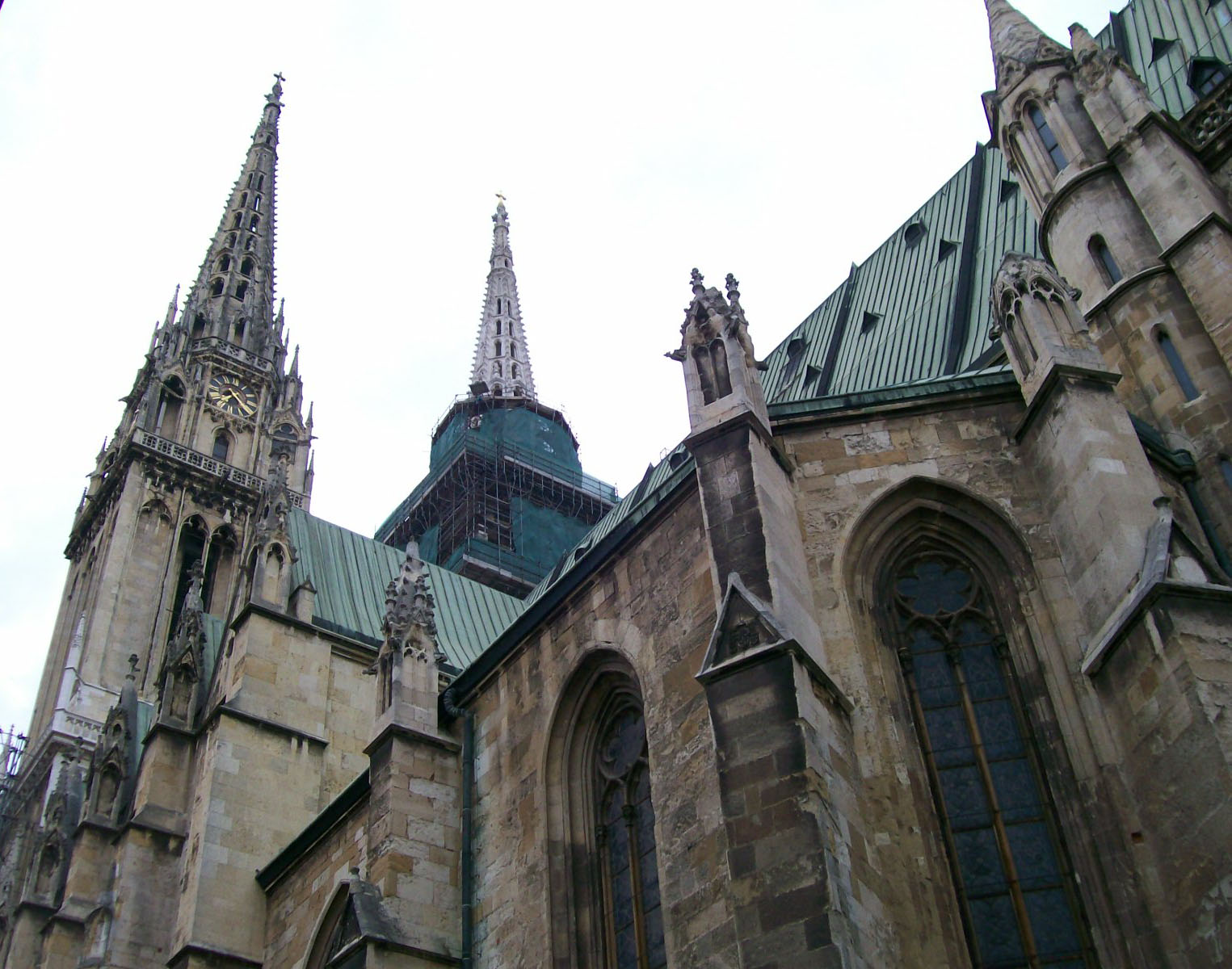
Keleti nézetből
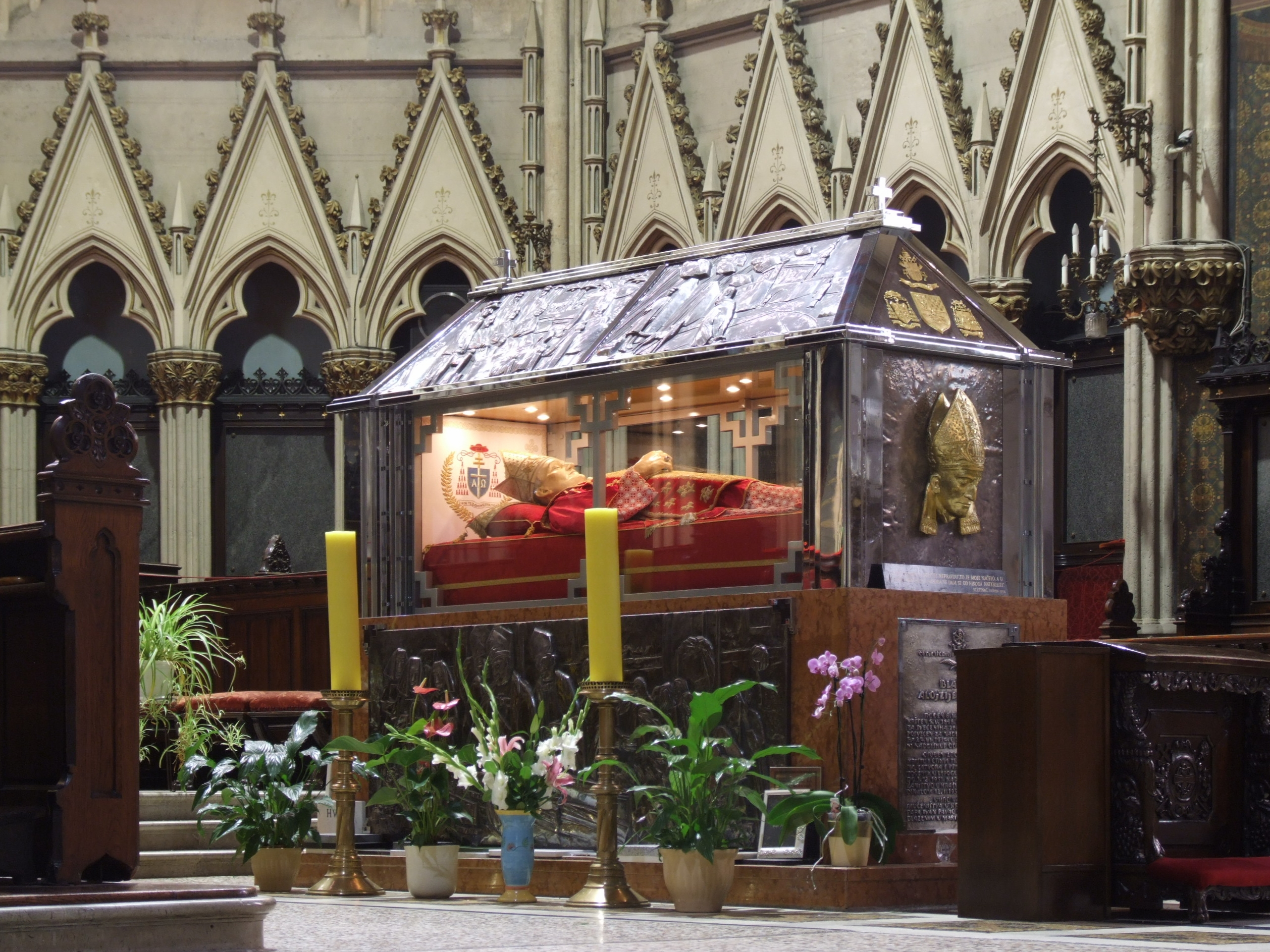
Alojzije Stepinac sírja
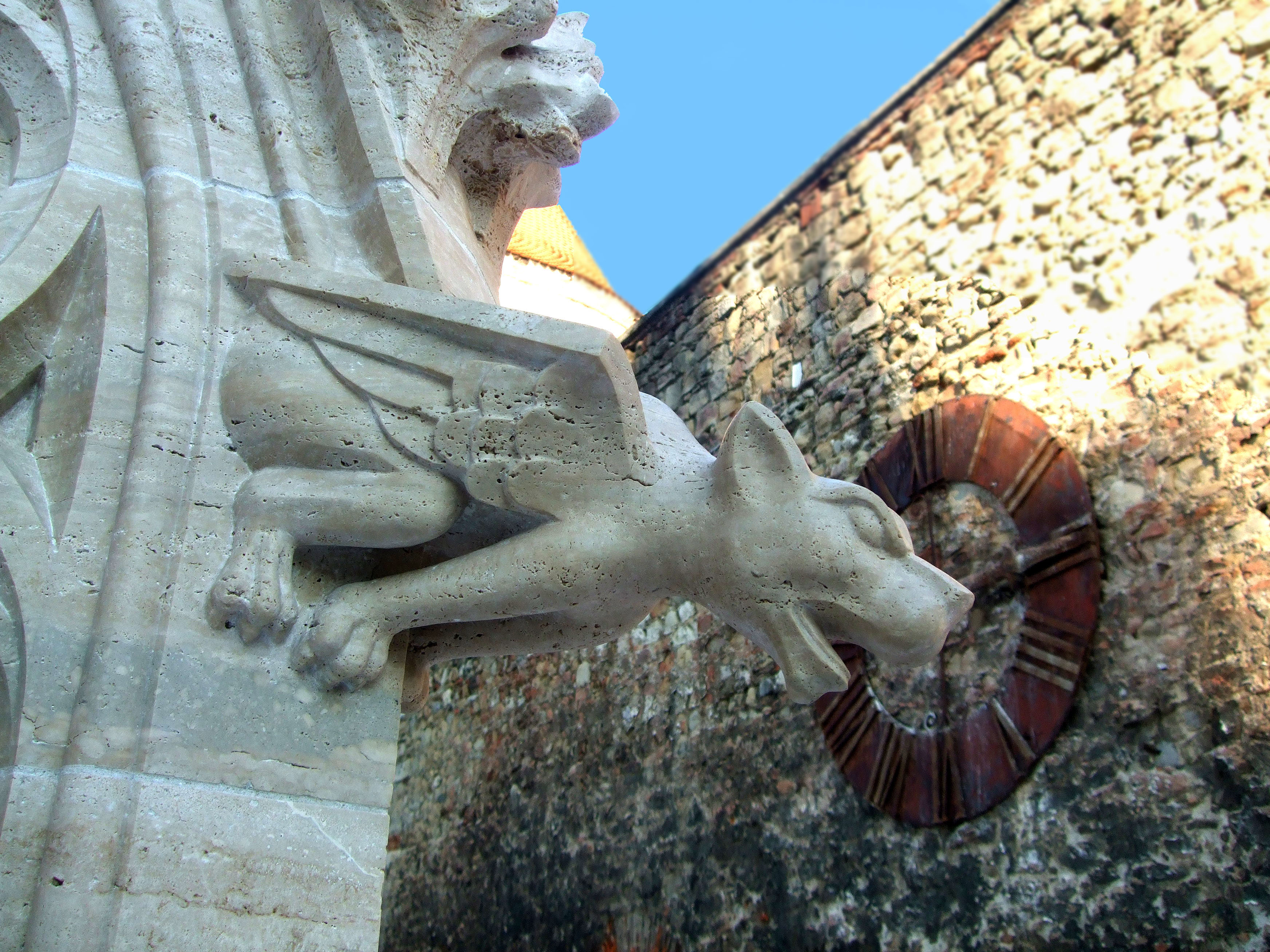
Vízköpő a katedrálison
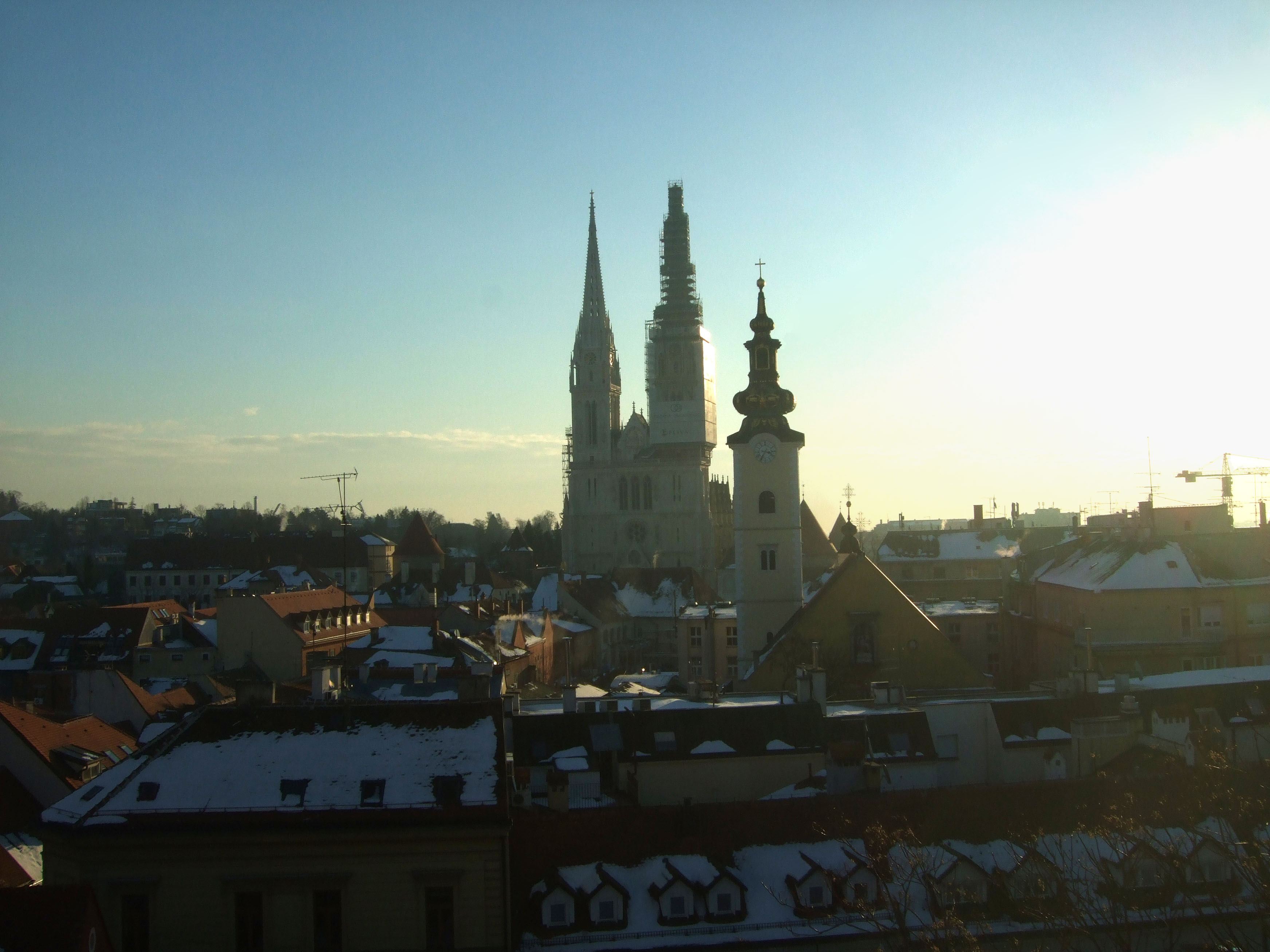
Zágráb látképe a katedrálissal a háttérben
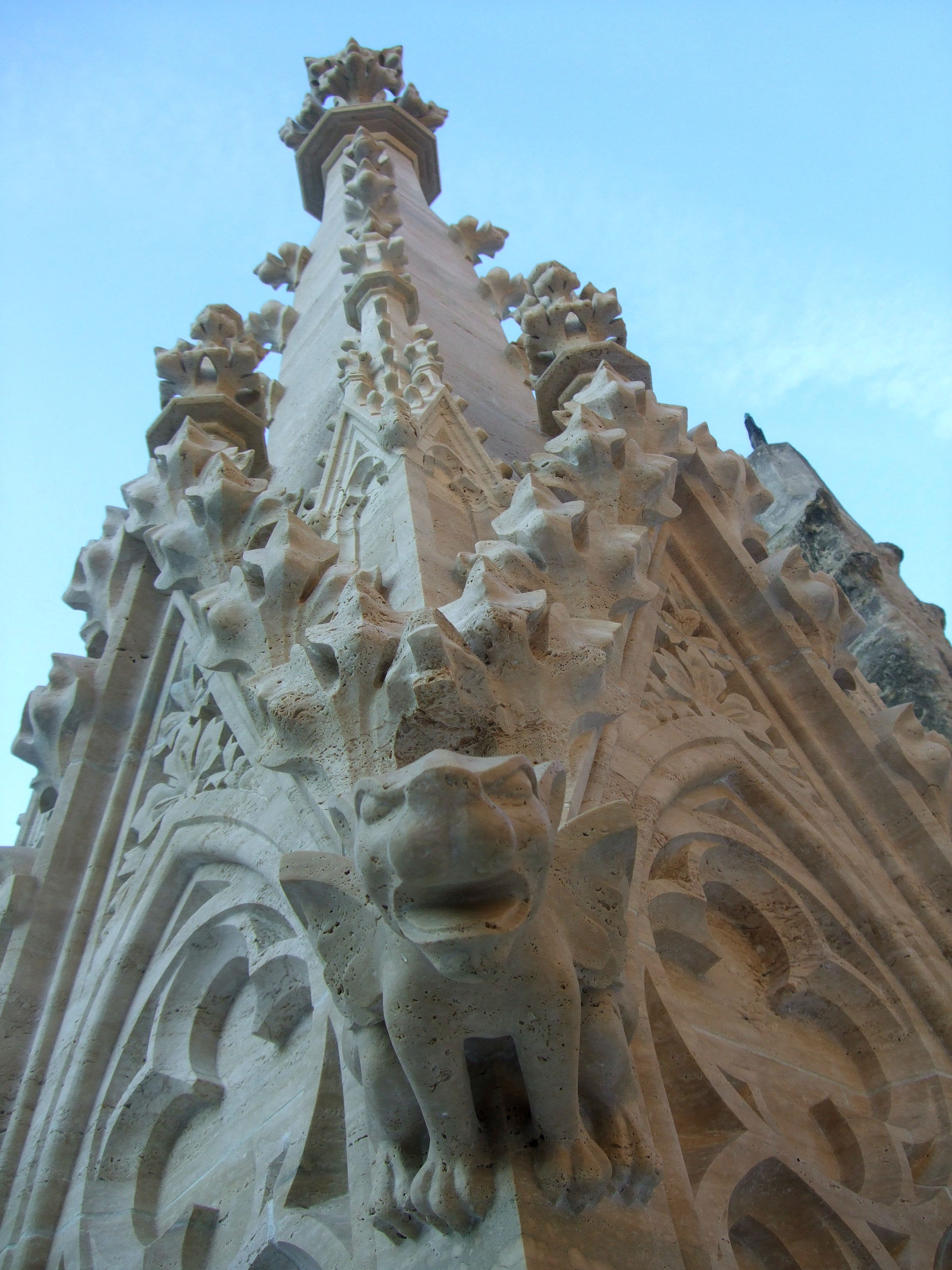
A neogótikus torony
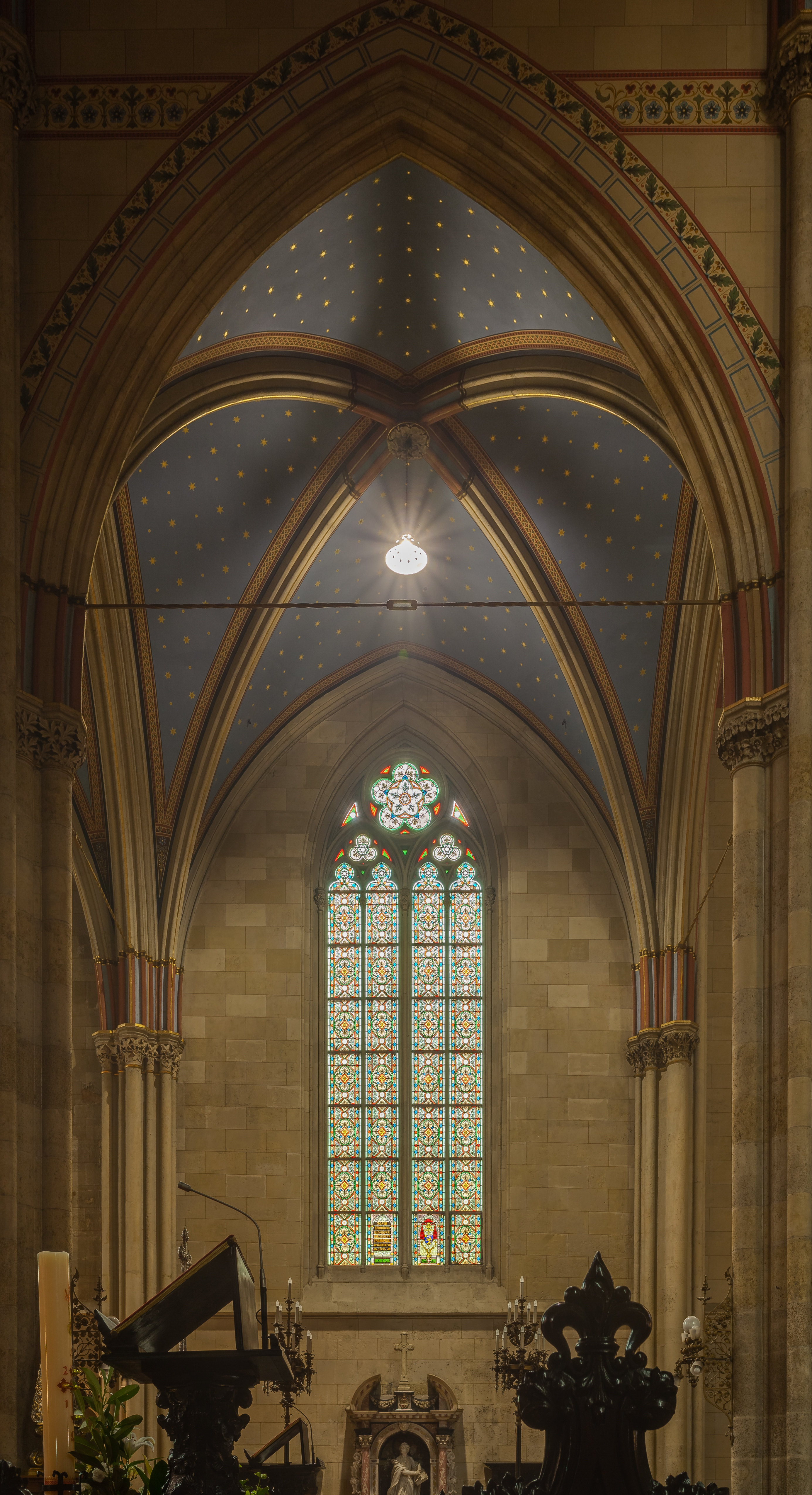
Ólomüveg ablak
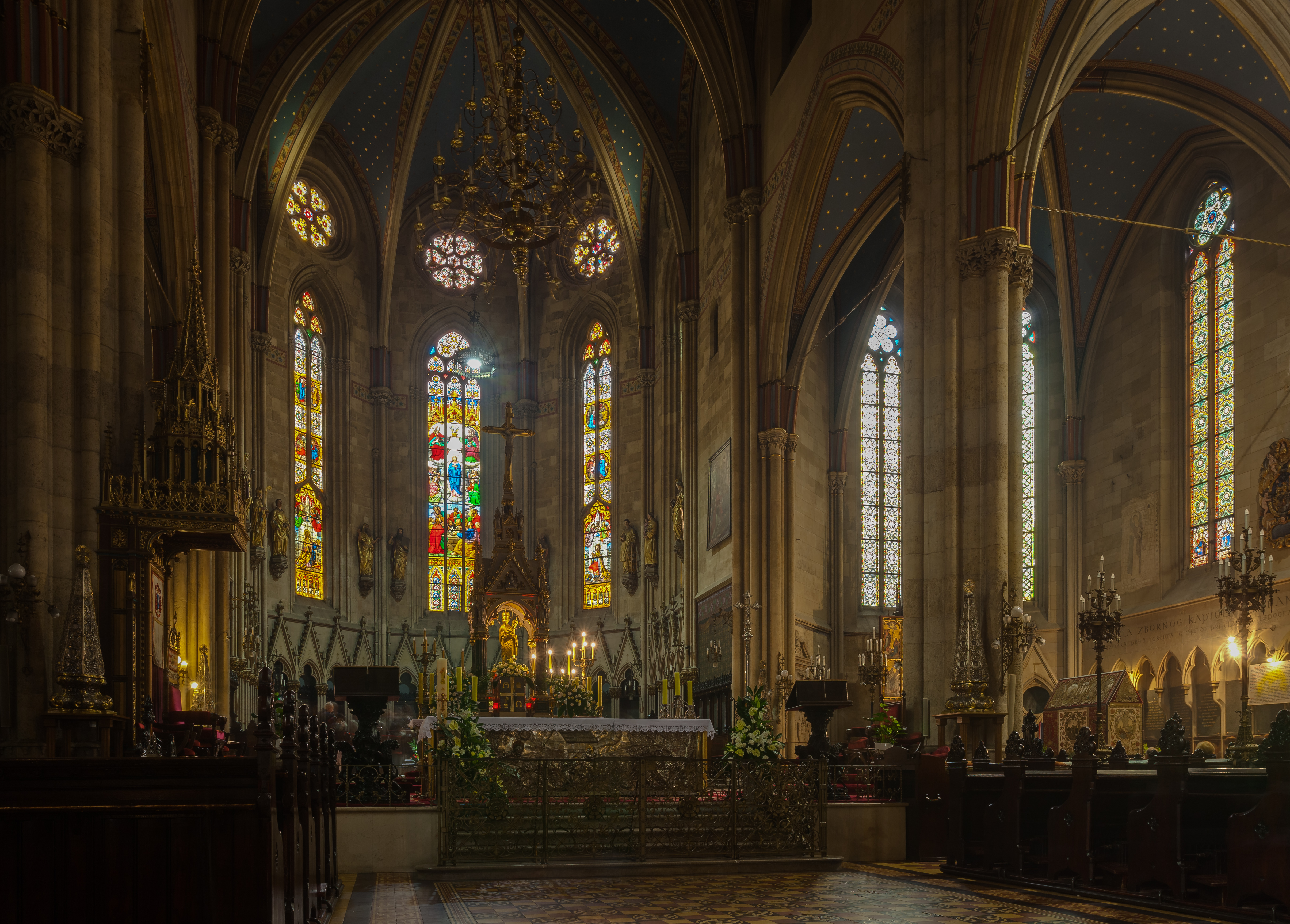
A szentély a főoltárral
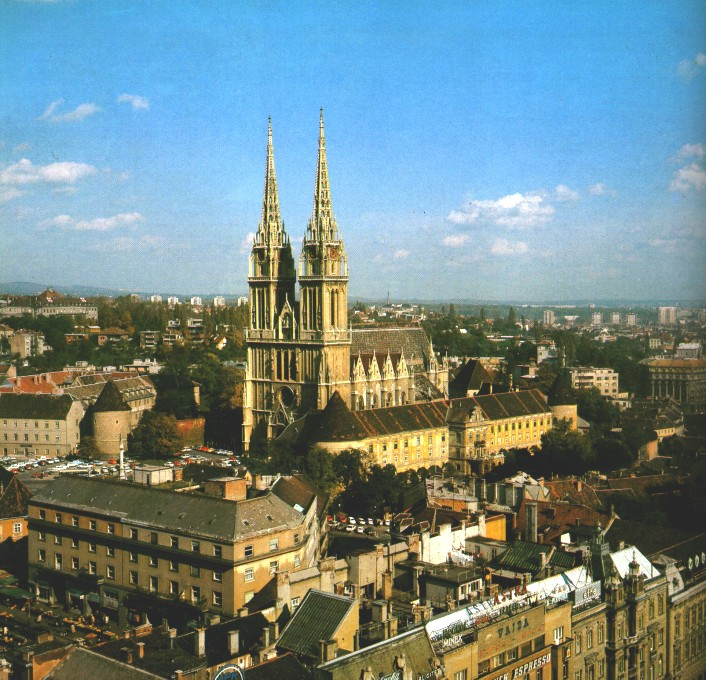
Látkép a levegőből
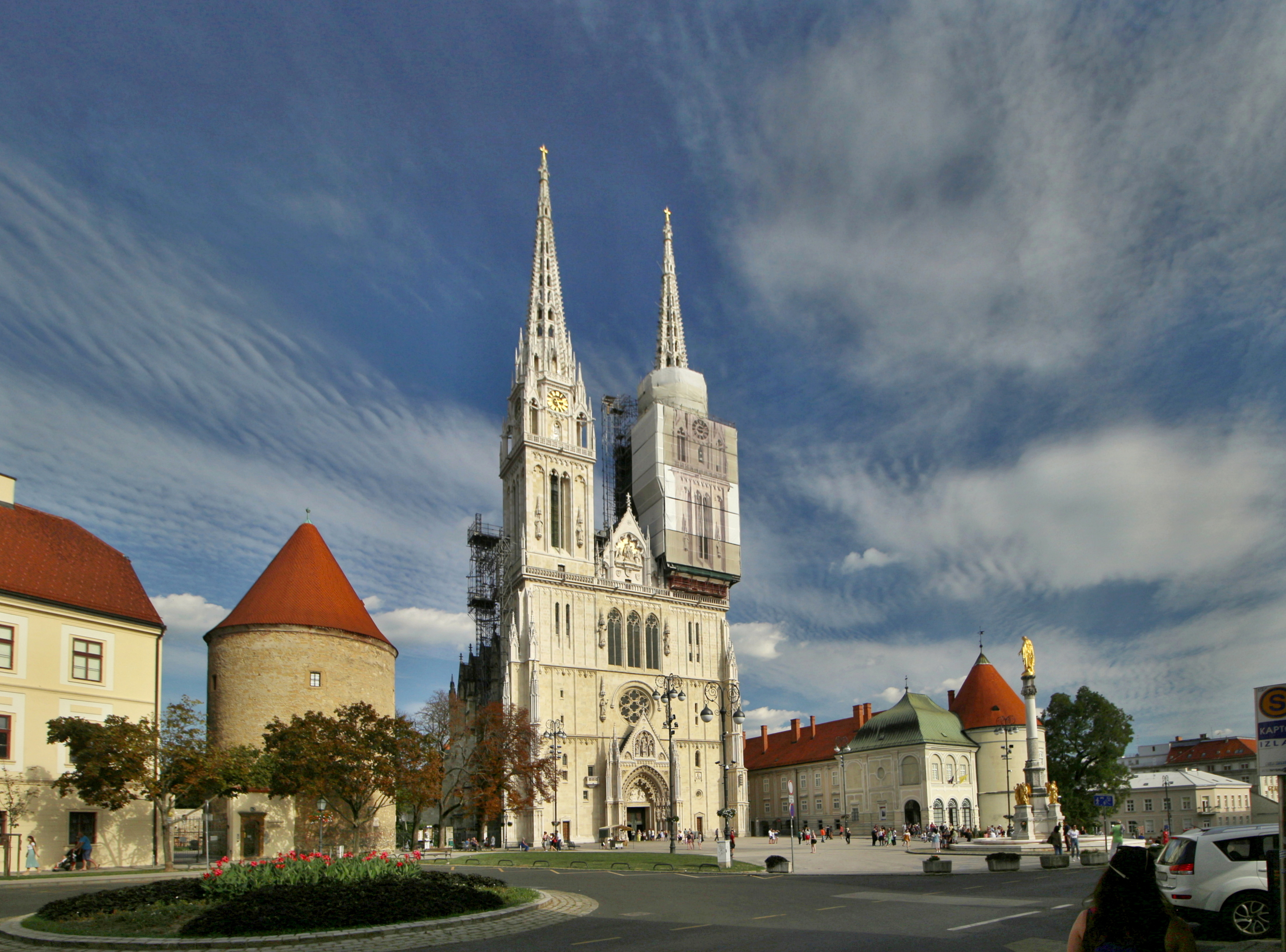
A székesegyház előtti tér
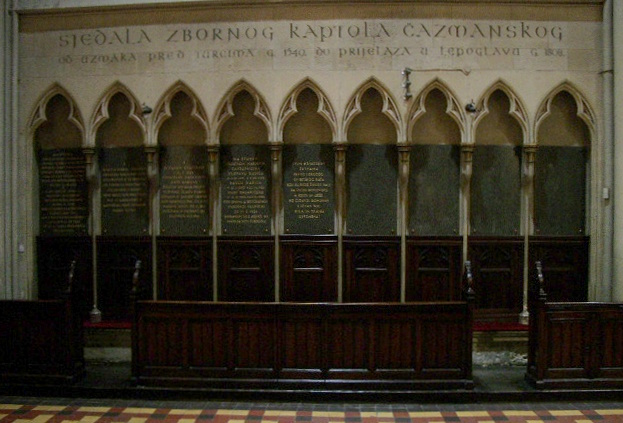
A káptalani széksor
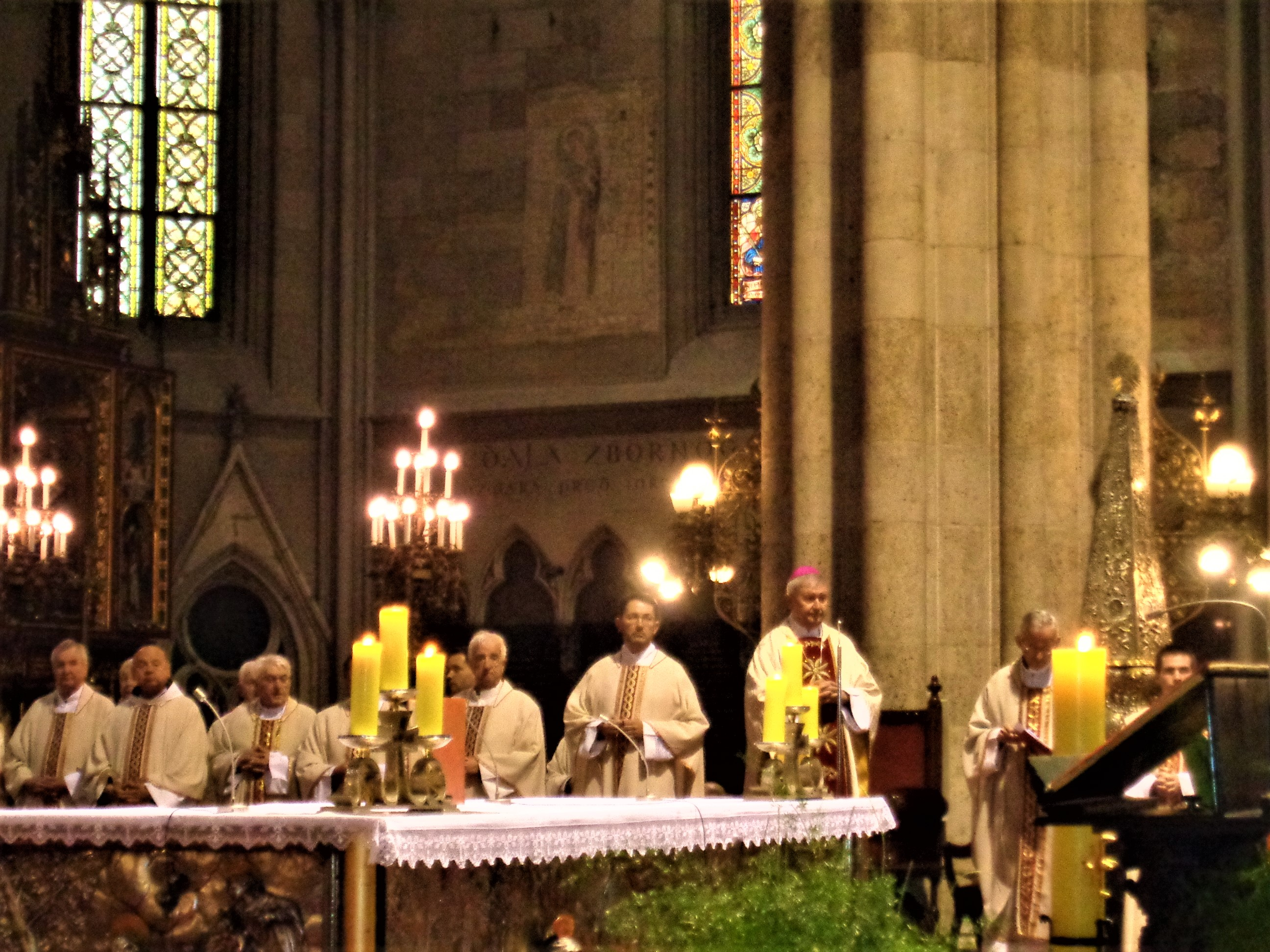
Szentmise
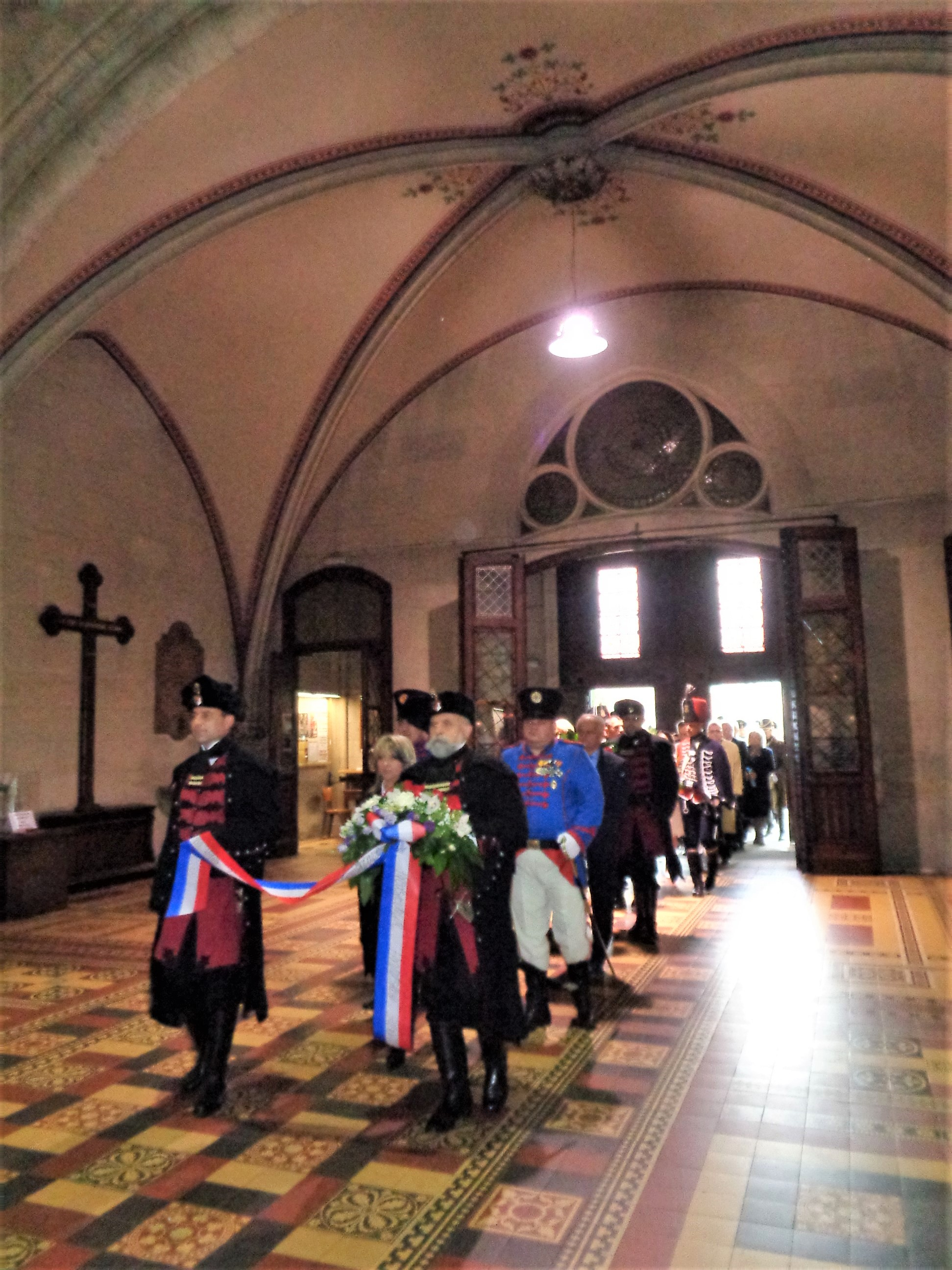
A Zrínyi-gárda bevonulása

## Fordítás
Ez a szócikk részben vagy egészben  a   Zagrebačka katedrala című horvát Wikipédia-szócikk ezen változatának fordításán alapul.  Az eredeti cikk szerkesztőit annak laptörténete sorolja fel. Ez a jelzés csupán a megfogalmazás eredetét és a szerzői jogokat jelzi, nem szolgál a cikkben szereplő információk forrásmegjelöléseként.